# Hòa giải Đức

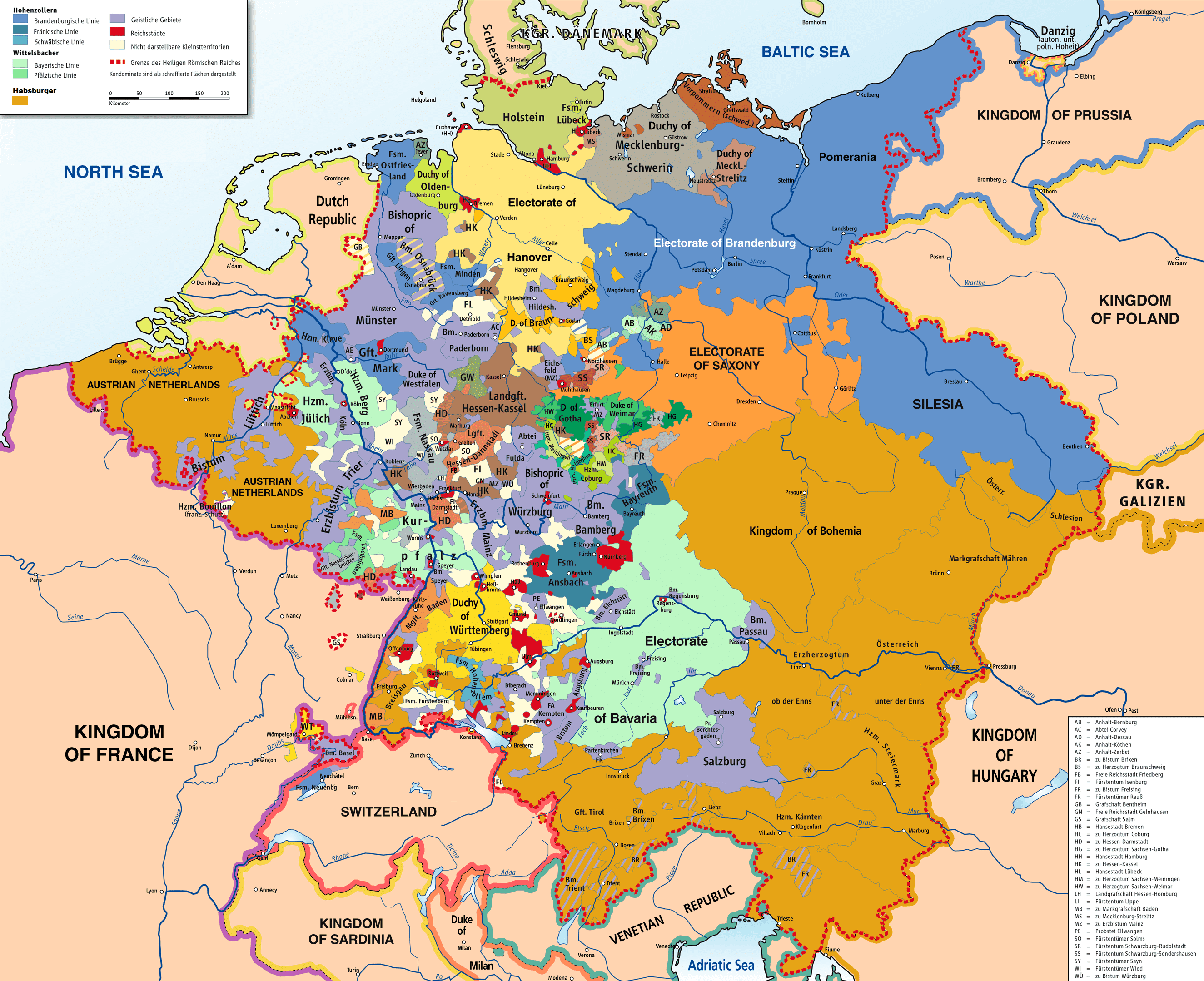
Bản đồ Đế chế La Mã Thần thánh năm 1789

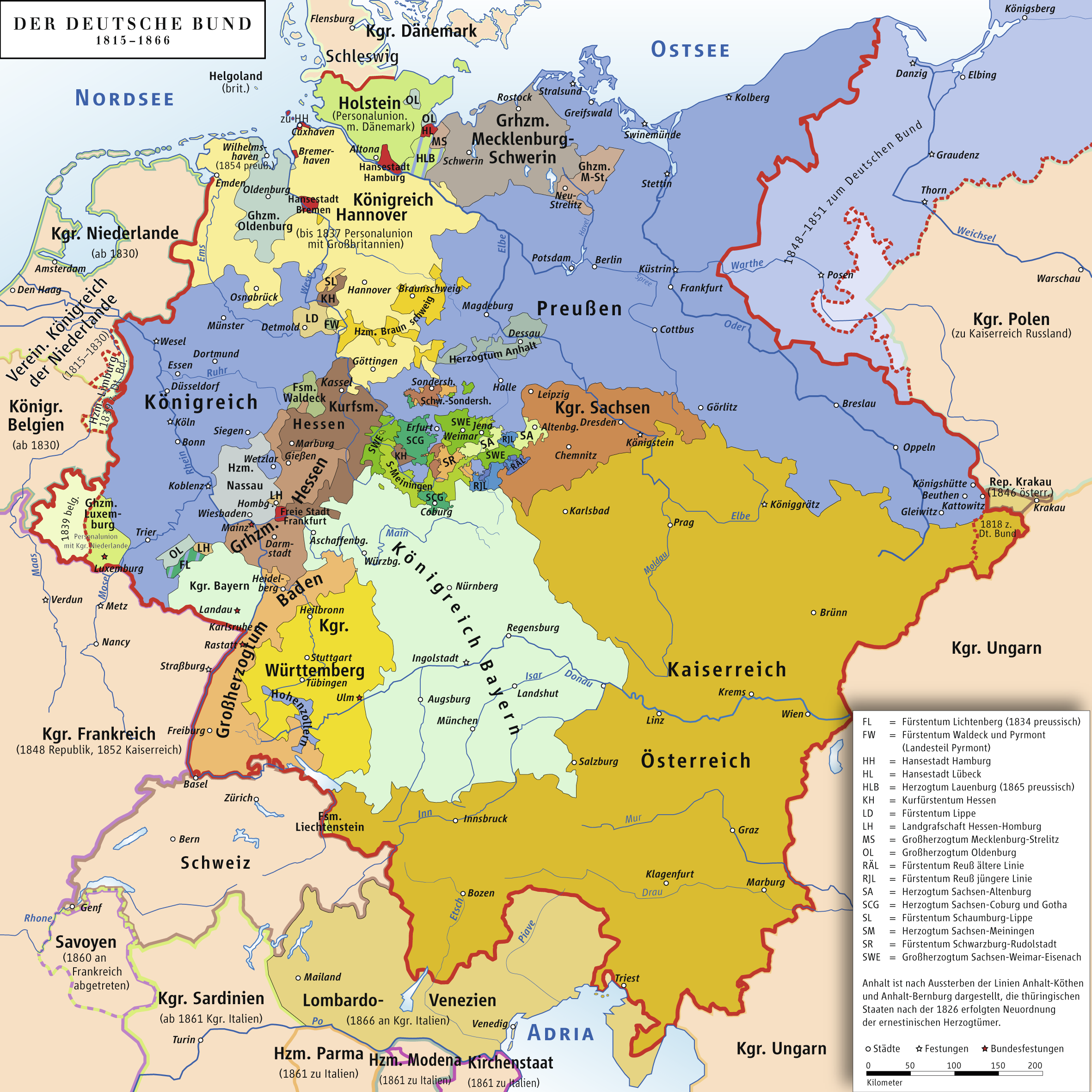
Bang liên Đức sau năm 1815, kết quả của hòa giải Đức trong Chiến tranh Napoléon

Hòa giải Đức (tiếng Anh: /miːdiətaɪˈzeɪʃən/; tiếng Đức: deutsche Mediatisierung) là quá trình tái cơ cấu lãnh thổ lớn diễn ra từ năm 1802 đến năm 1814 ở các nhà nước nói tiếng Đức thuộc Đế chế La Mã Thần thánh, Liên bang Rhein và khu vực xung quanh bằng phương tiện hòa giải đại chúng và thế tục hóa của một số lượng lớn các Điền trang Đế chế. Hầu hết các Thân vương giáo hội, các thành bang đế chế tự do, các thân vương quốc thế tục và các thực thể tự trị nhỏ khác của Đế quốc La Mã Thần thánh đều mất tư cách độc lập và bị sáp nhập vào các nhà nước còn lại. Đến cuối quá trình hòa giải, số nhà nước ở Đức đã giảm từ gần 300 xuống chỉ còn 39.
Theo nghĩa chặt chẽ của từ này, hòa giải bao gồm việc gộp một lãnh thổ với quyền đế chế trực tiếp (unmittelbar) vào một lãnh thổ khác, do đó trở thành trạng thái trung gian (mittelbar), trong khi để lại cho người cai trị bị phế truất các tài sản riêng của mình cùng một số đặc quyền và quyền phong kiến, chẳng hạn tước vị và quyển tư pháp thấp. Để thuận tiện, các nhà sử học sử dụng thuật ngữ hòa giải cho toàn bộ quá trình tái cơ cấu diễn ra vào thời điểm đó, cho dù các trạng thái được hòa giải có tồn tại dưới một hình thức nào đó. Quá trình thế tục hóa các nhà nước giáo hội diễn ra đồng thời với quá trình trung gian hóa các thành bang đế chế tự do và các nhà nước thế tục khác.
Quá trình hòa giải đại chúng và thế tục hóa các quốc gia Đức diễn ra vào thời điểm đó không phải do người Đức khởi xướng. Nó chịu áp lực quân sự và ngoại giao không ngừng từ nước Pháp cách mạng, sau là Đệ Nhất Đế chế Pháp và Napoléon. Nó tạo ra quá trình phân phối lại tài sản và lãnh thổ rộng rãi nhất trong lịch sử Đức trước năm 1945.

## Bối cảnh
Mặc dù hầu hết các quốc gia láng giềng đã liên kết thành các nhà nước tương đối tập trung trước thế kỷ XIX, nhưng Đức đã không đi theo con đường đó. Thay vào đó, Đế chế La Mã Thần thánh phần lớn duy trì cấu trúc chính trị thời trung cổ của mình bao gồm "các liên minh cá nhân đa ngôn ngữ gồm hàng trăm nhà nước và lãnh thổ gần như có chủ quyền, có quy mô từ đáng kể đến rất nhỏ". Từ con số gần 400, gồm 136 lãnh thổ giáo hội, 173 lãnh chúa thế tục cộng với 85 thành bang đế chế tự do – vào đêm trước cuộc Cải cách, con số này chỉ giảm xuống dưới 300 một chút vào cuối thế kỷ XVIII. Lời giải thích truyền thống cho sự phân mảnh này (Kleinstaaterei) tập trung vào việc các hoàng đế Thánh chế La Mã bị mất quyền lực dần dần bởi các Thân vương Đế chế trong thời kỳ Staufen (1138–1254), đến mức theo Hòa ước Westphalia (1648), Hoàng đế đã trở thành một người đứng đầu trong số những người ngang hàng. Trong những thập kỷ gần đây, nhiều nhà sử học vẫn khẳng định rằng sự phân mảnh của Đức - khởi đầu là một chính thể lớn trong khi các nước láng giềng bắt đầu với quy mô nhỏ - có thể bắt nguồn từ phạm vi địa lý của Đế quốc - Phần Đế quốc Đức có diện tích gấp đôi lãnh thổ do vua Pháp kiểm soát vào nửa sau thế kỷ 11 - và sức mạnh của các thân vương giáo hội và quý tộc địa phương từ rất sớm trong thời kỳ trung cổ. Ngay trong thế kỷ XII, các Thân vương thế tục và tinh thần không coi mình là cấp dưới của Hoàng đế, càng không phải là thần dân của ông, mà là những người cai trị theo quyền riêng của họ - và họ bảo vệ phạm vi thống trị đã được thiết lập của mình. Vào thời điểm Hoàng đế Frederick II qua đời vào năm 1250, đã quyết định rằng Vương quốc Đức là "một tầng lớp quý tộc có người đứng đầu theo chế độ quân chủ".
Trong số các nhà nước và vùng lãnh thổ đó, các Giáo phận vương quyền là duy nhất ở Đức. Trong lịch sử, các Hoàng đế của Vương triều Otto và thời kỳ đầu của Vương triều Salic, những người bổ nhiệm các giám mục và tu viện trưởng, đã sử dụng họ làm đặc vụ của vương quyền hoàng gia - vì họ đáng tin cậy hơn các công tước mà họ bổ nhiệm và là những người thường cố gắng thiết lập các công quốc cha truyền con nối độc lập. Các hoàng đế đã mở rộng quyền lực của Giáo hội, và đặc biệt là của các giám mục, bằng việc ban tặng đất đai và vô số đặc quyền miễn trừ và bảo vệ cũng như các quyền tư pháp rộng rãi, cuối cùng hợp nhất thành một công quốc tạm thời đặc biệt: Hochstift. Giám mục người Đức đã trở thành "Thân vương của Đế chế" và là chư hầu trực tiếp của Hoàng đế cho Hochstift của mình, trong khi tiếp tục chỉ thực hiện quyền mục vụ đối với giáo phận lớn hơn của mình. Việc Hoàng đế bổ nhiệm cá nhân các giám mục đã gây ra tranh cãi về việc tấn phong vào thế kỷ XI, và sau đó, quyền kiểm soát của hoàng đế đối với việc lựa chọn và cai trị của các giám mục đã giảm đi đáng kể. Các giám mục, hiện được bầu chọn bởi các giáo đoàn có tư tưởng độc lập chứ không phải do hoàng đế hay Giáo hoàng lựa chọn, được xác nhận là lãnh chúa ngang hàng với các Thân vương thế tục.

## Thế tục hóa

### Thế tục hóa sớm
Phải đối mặt với chủ nghĩa bành trướng lãnh thổ của các Thân vương thế tục ngày càng hùng mạnh, địa vị của các Giám mục vương quyền càng trở nên bấp bênh theo thời gian. Trong quá trình Cải cách, một số giám mục ở phía Bắc và Đông Bắc đã bị thế tục hóa, chủ yếu phục vụ lợi ích của các Thân vương theo đạo Tin Lành. Vào cuối thế kỷ XVI, Phong trào Phản Cải cách đã cố gắng đảo ngược một số xu hướng thế tục hóa này, và câu hỏi về số phận của các vùng lãnh thổ bị thế tục hóa đã trở thành một vấn đề quan trọng trong Chiến tranh Ba mươi năm (1618–1648). Cuối cùng, Hòa ước Westphalia xác nhận việc thế tục hóa một loạt các Giáo phận vương quyền, bao gồm các tổng giám mục Bremen và Magdeburg và sáu giám mục có toàn bộ quyền lực chính trị, được giao cho Thụy Điển, Brandenburg và Mecklenburg. Mặt khác, Giáo phận vương quyền Hildesheim và Paderborn – dưới sự quản lý của đạo Tin Lành trong nhiều thập kỷ và bị bỏ rơi – đã được phục hồi và trở thành Giáo phận vương quyền. Ngoài ra, Hoà ước đã tái khẳng định một cách dứt khoát tính trực tiếp của đế quốc, và do đó, tính độc lập trên thực tế của các Giám mục vương quyền và Tu viện trưởng hoàng gia, các thành bang đế chế, các Bá tước Đế quốc, cũng như các Hiệp sĩ hoàng gia. Theo một cơ quan có thẩm quyền, 65 nhà cai trị giáo hội khi đó đã kiểm soát 1/7 tổng diện tích đất đai và khoảng 12% dân số của Đế chế, có lẽ là 3,5 triệu thần dân.
Do trải nghiệm đau thương trong Chiến tranh Ba mươi năm và để tránh lặp lại thảm họa này, các nhà cai trị Đức dù lớn hay nhỏ giờ đây có xu hướng coi trọng luật pháp và các cấu trúc pháp lý hơn bao giờ hết trong lịch sử của Đế chế. Điều này giải thích phần lớn lý do tại sao các nhàn nước vừa và nhỏ, cả giáo hội và thế tục, đều có thể tồn tại và thậm chí thịnh vượng ở vùng lân cận các quốc gia hùng mạnh có quân đội thường trực như Brandenburg/Phổ, Bayẻn và Áo.

### Kế hoạch thế tục hóa thế kỷ XVIII

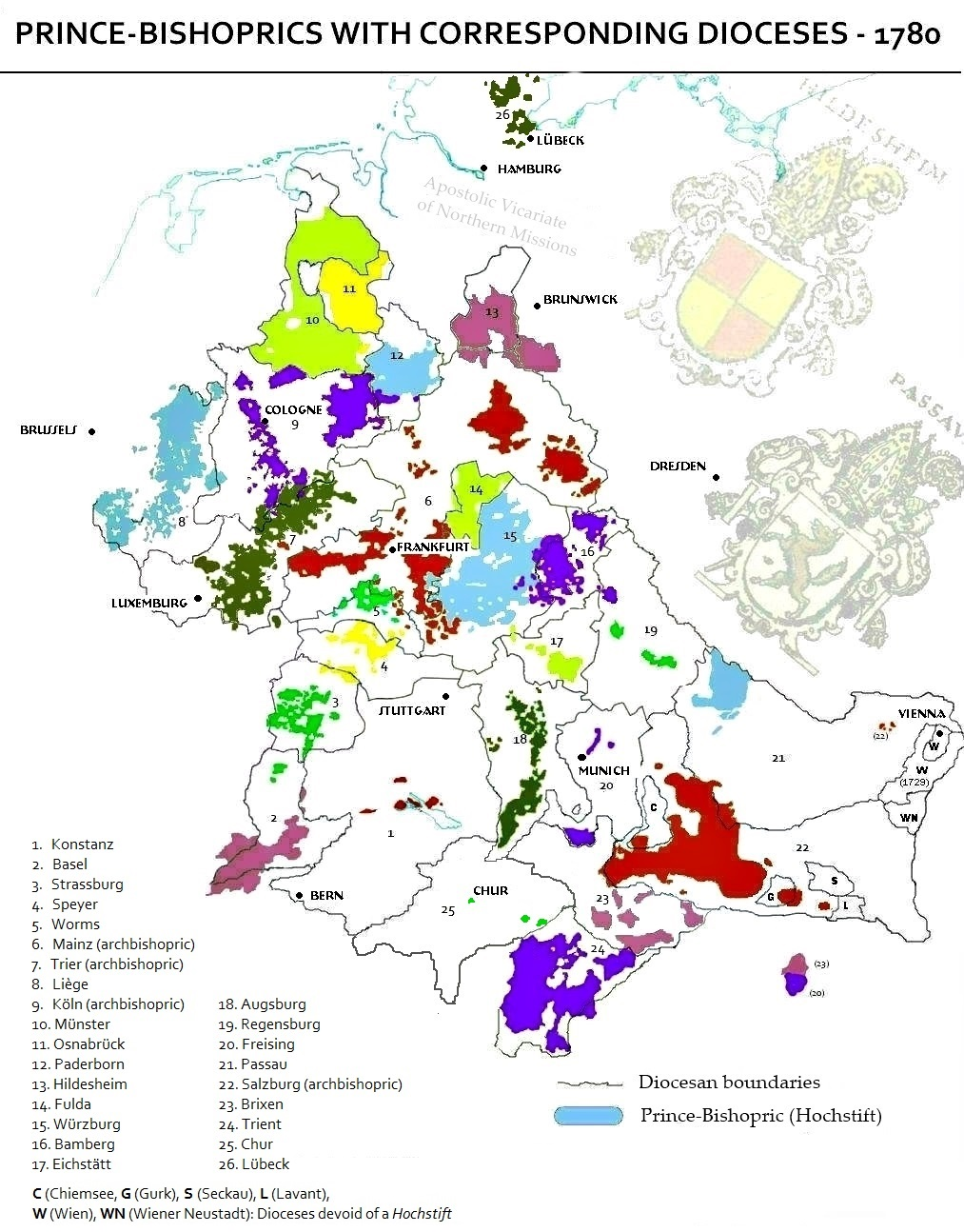
Các Giáo phận vương quyền trước khi được thế tục hoá

Mặc dù không có quá trình thế tục hóa thực sự diễn ra trong suốt thế kỷ rưỡi sau Hòa ước Westphalia, nhưng vẫn có một lịch sử lâu dài về những tin đồn và kế hoạch nửa vời về khả năng thế tục hóa. Sự tồn tại liên tục của các Giám mục vương quyền độc lập, một hiện tượng dị thường chỉ có ở Đế quốc La Mã Thần thánh, ngày càng bị coi là lỗi thời, đặc biệt, nhưng không chỉ riêng, bởi các Thân vương theo đạo Tin Lành, những người cũng thèm muốn những vùng lãnh thổ không có khả năng tự vệ này. Do đó, các đề xuất bí mật của Vương quốc Phổ nhằm chấm dứt Chiến tranh Kế vị Áo kêu gọi tăng cường cơ sở lãnh thổ không đủ của Hoàng đế thuộc Vương tộc Wittelsbach là Karl VII thông qua việc sáp nhập một số Giáo phận vương quyền. Năm 1743, Bộ trưởng Heinrich von Podewils của Friedrich II của Phổ đã viết một bản ghi nhớ đề nghị trao cho Hoàng đế Wittelsbach các Giáo phận Passau, Augsburg và Regensburg, cũng như các thành bang hoàng gia Augsburg, Regensburg và Ulm. Friedrich II đã thêm tổng giáo phận Salzburg vào danh sách và Karl VII còn đi xa hơn khi bổ sung các tổng giáo phận Eichstätt và Freising. Kế hoạch này đã gây chấn động và phẫn nộ trong các Giám mục vương quyền, các thành bang đế quốc tự do và các điền trang nhỏ khác của đế quốc, đồng thời các giám mục đã thảo luận về việc huy động một đội quân 40.000 người để tự vệ trước Hoàng đế đang có ý định chiếm đất của giáo hội mà khi lên ngôi ông ấy đã thề là sẽ bảo vệ. Mặc dù cái chết đột ngột của Karl VII đã đặt dấu chấm hết cho âm mưu này, nhưng ý tưởng về thế tục hóa vẫn không hề phai nhạt. Nó đã được thảo luận tích cực trong Chiến tranh Bảy năm, và một lần nữa trong quá trình Hoàng đế Joseph II điều động quyền thừa kế xứ Bayern và trong kế hoạch trao đổi sau này của ông để đổi Tuyển hầu xứ Bayern lấy Hà Lan thuộc Áo, trong đó bao gồm một điều khoản bí mật về việc thế tục hóa Tổng giáo phận vương quyền Salzburg và Berchtesgaden Provostry. Tuy nhiên, không có kế hoạch nào trong số này được thực hiện bởi vì cuối cùng, các tác nhân chủ chốt đánh giá cao rằng việc thế tục hóa một Giám mục vương quyền duy nhất sẽ mở ra chiếc hộp Pandora và gây ra những tác động nghiêm trọng đến sự ổn định thể chế của Đế quốc La Mã Thần thánh.

### Tác động của Cách mạng Pháp

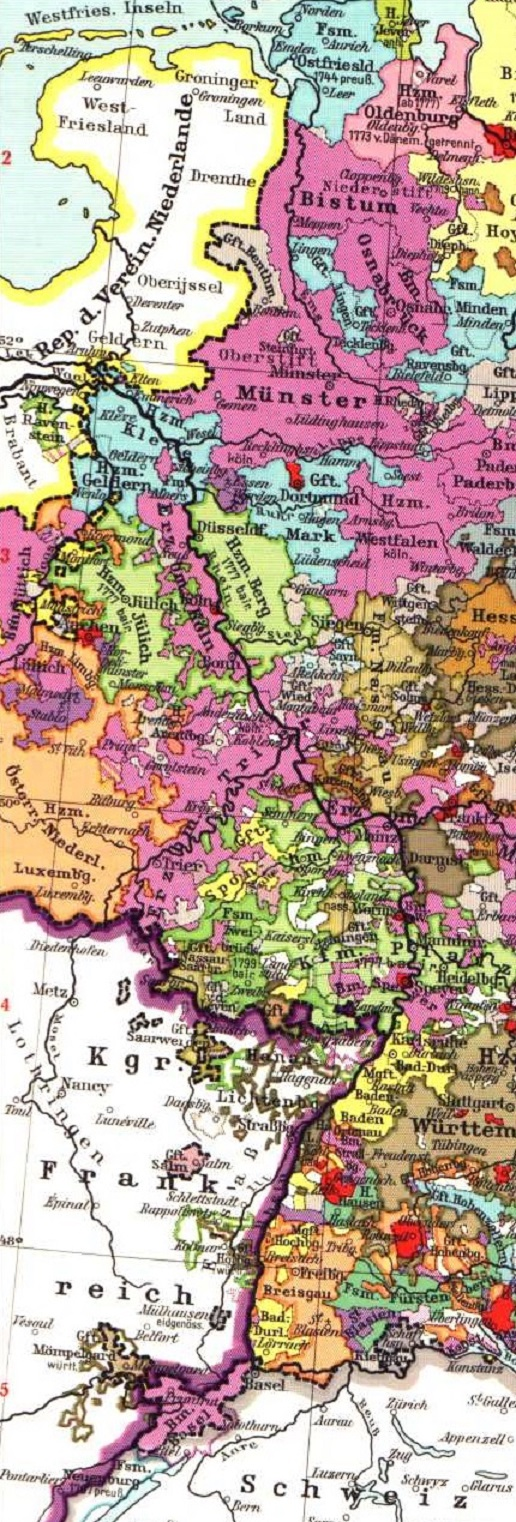
Rhineland năm 1789: Việc Đệ Nhất Cộng hòa Pháp sáp nhập tả ngạn sông Rhein đã khởi động quá trình hòa giải

Vào cuối thế kỷ XVIII, sự tồn tại liên tục của Đế chế La Mã Thần thánh, bất chấp hiến pháp đầu sỏ, không bị đe dọa nghiêm trọng từ bên trong. Cần có một yếu tố bên ngoài - Cách mạng Pháp - để làm rung chuyển nền tảng của Đế chế và đưa đến sự sụp đổ của nó.
Sau khi nước Pháp Cách mạng tuyên chiến với Phổ và Áo vào tháng 4 năm 1792, quân đội của nước này đã xâm chiếm và cuối cùng củng cố quyền kiểm soát của họ đối với Hà Lan thuộc Áo và phần còn lại của tả ngạn sông Rhein vào cuối năm 1794. Đến lúc đó, các nhà lãnh đạo Pháp đã có đã quyết định ít nhiều một cách công khai để sáp nhập những vùng đất đó vào Đệ Nhất Cộng hòa Pháp ngay khi hoàn cảnh cho phép. Thuyết phục các nhà nước và Thân vương Đức có số phận sẽ mất tài sản ở phía Tây sông Rhine chấp nhận điều tương tự như việc Pháp chiếm đoạt đất Đức trên diện rộng bằng cách tự bồi thường bằng đất ở hữu ngạn đã trở thành mục tiêu thường xuyên của các nhà cách mạng Pháp và sau này là Napoléon Bonaparte. Hơn nữa, vì nước Đức Công giáo và Tin Lành ở mọi cấp độ là những kẻ thù không đội trời chung của Cộng hòa vô thần vì nhà nước thế tục đã đặt ra ngoài vòng pháp luật những ngôi nhà thờ, không được nhà nước thừa nhận nhưng thực tế lại là nguyên nhân đầu tiên dẫn đến chiến tranh giữa Pháp và Đế chế La Mã Thần thánh thông qua các hành động như cho phép người tị nạn, quý tộc và thường dân Pháp lưu vong tiến hành các hoạt động phản cách mạng từ vùng đất của họ, các nhà lãnh đạo Pháp ước tính rằng cả nhà thờ và những người cai trị thế tục – nói chung là những người bị thiệt hại nhiều nhất ở bờ trái – nên bị loại trừ khỏi bất kỳ khoản bồi thường nào trong tương lai. Mặt khác, những nhà cai trị thế tục được quyền bồi thường phải được bồi thường bằng "thế tục hóa", trên thực tế việc giải thể và chiếm đoạt đất đai của nhà thờ tương tự như việc nhà nước Anh giải thể các tu viện trong thời kỳ cải cách, đất giáo hội và tài sản nằm ở hữu ngạn. Trớ trêu thay, việc giải tán và chiếm đoạt một cách dân chủ như đã tuyên bố đối với các tổ chức và tài nguyên của nhà thờ đã thanh lý một cách hiệu quả tổ chức từ thiện và an toàn xã hội duy nhất của Châu Âu. Thế tục hóa sẽ dẫn đến việc Tây Âu không có khả năng đối phó với giai đoạn thứ hai của kỷ nguyên công nghiệp và tình trạng nghèo đói hàng loạt mà nó tạo ra sẽ dẫn đến tình trạng nhập cư hàng loạt khỏi lục địa để đến thế giới mới.
Hòa ước Basel của Pháp-Phổ vào tháng 4 năm 1795 đã nói đến "sự đền bù" trong trường hợp nền hòa bình chung trong tương lai với Đế quốc La Mã Thần thánh đã đầu hàng Pháp các lãnh thổ của Đức ở phía Tây sông Rhein, bao gồm cả các tỉnh của Phổ. Một công ước bí mật của Pháp-Phổ được ký vào tháng 8 năm 1796 quy định rằng khoản bồi thường như vậy sẽ thuộc về Giáo phận vương quyền Münster và Vest Recklinghausen. Ngoài ra, điều 3 quy định rằng Thân vương xứ Orange-Nassau, có quan hệ huyết thống với vua Phổ, người tích cực bảo vệ lợi ích của mình, sẽ được bồi thường bằng Giáo phận vương quyền Würzburg và Bamberg nếu ông mất quyền nắm giữ quyền sở hữu tước hiệu thế tục ở Hà Lan, điều này theo sau sự thành lập Cộng hòa Batavia do Pháp hậu thuẫn, đã trở thành lâu dài. Tương tự như vậy, các hiệp ước hòa bình mà Pháp đã ký với Công quốc Württemberg và Bá quốc Baden trong cùng tháng có chứa các điều khoản bí mật, theo đó Pháp cam kết can thiệp để được nhượng lại các lãnh thổ giáo hội cụ thể như một khoản bồi thường cho họ trong trường hợp họ bị tổn thất.
Được ký kết sau những chiến thắng lớn của Pháp trước quân đội Áo, Hiệp ước Campo Formio tháng 10 năm 1797, do Tướng Napoleon Bonaparte ban hành, với điều kiện Áo sẽ được bồi thường cho sự mất mát của Hà Lan thuộc Áo và Lombardy của Áo với Venice và Dalmatia. Một điều khoản bí mật, chưa được thực hiện vào thời điểm đó, đã bổ sung thêm khoản bồi thường bổ sung cho Tổng giáo phận vương quyền Salzburg và một phần Tuyển hầu xứ Bayern. Hiệp ước cũng quy định việc tổ chức một đại hội tại Rastatt, nơi các đại biểu của Nghị viện Hoàng gia sẽ đàm phán một nền hòa bình chung với Pháp. Người ta đã dự đoán một cách rộng rãi và chính xác rằng Pháp sẽ yêu cầu nhượng lại chính thức toàn bộ bờ tây sông Rhein, rằng các thân vương thế tục bị tước đoạt sẽ được bồi thường bằng các lãnh thổ giáo hội ở phía Đông sông Rhein, và một kế hoạch bồi thường cụ thể sẽ được thảo luận và thông qua. Thật vậy, vào ngày 9 tháng 3 năm 1798, các đại biểu tại đại hội ở Rastatt đã chính thức chấp nhận hy sinh toàn bộ bờ trái sông Rhein và, vào ngày 4 tháng 4 năm 1798, đã chấp thuận việc thế tục hóa tất cả các quốc gia giáo hội ngoại trừ 3 Tuyển đế hầu giáo hội Mainz, Cologne và Trier, nơi tiếp tục tồn tại là một ranh giới đỏ tuyệt đối đối với Hoàng đế Francis II. Đại hội kéo dài đến tận năm 1799 đã thất bại trong các mục tiêu khác do sự bất đồng giữa các đại biểu về việc phân chia lại các lãnh thổ bị thế tục hóa và sự kiểm soát không đủ của Pháp đối với quá trình do cuộc tranh giành quyền lực ngày càng gia tăng ở Paris gây ra.

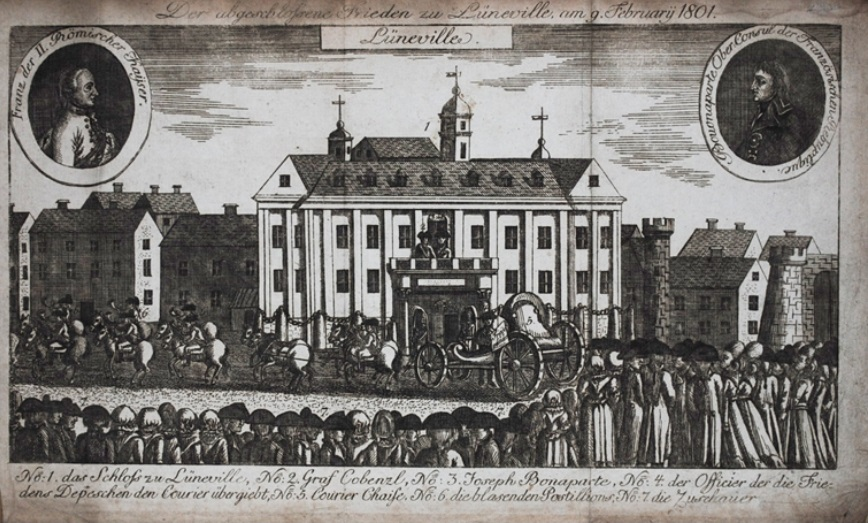
Bản khắc đương đại kỷ niệm Hiệp ước Lunéville

Vào tháng 3 năm 1799, Áo liên minh với Nga, nối lại cuộc chiến chống Pháp. Một loạt thất bại quân sự và sự rút lui của Nga khỏi cuộc chiến đã buộc Áo phải tìm kiếm một hiệp định đình chiến và vào ngày 9 tháng 2 năm 1801 ký Hiệp ước Lunéville, trong đó phần lớn tái xác nhận Hiệp ước Campo Formio và các thoả thuận đặt ra tại Rastatt. Điều 7 của hiệp ước quy định rằng "theo các nguyên tắc được chính thức thiết lập tại đại hội Rastatt, đế chế sẽ buộc phải trao cho các thân vương thế tục, những người sẽ bị tước quyền sở hữu ở bờ trái sông Rhein, một khoản bồi thường, số tiền này sẽ được được lấy từ toàn bộ đế quốc, theo những thỏa thuận mà dựa trên những căn cứ này sẽ được xác định cuối cùng." Lần này, Francis II đã ký hiệp ước không chỉ thay mặt cho Áo mà còn thay mặt cho Đế chế, quốc gia đã chính thức thừa nhận mất Hà Lan thuộc Áo và tả ngạn sông Rhein.

## Quyết định cơ bản tháng 2 năm 1803
Quyết định cơ bản của Phái đoàn Hoàng gia (tiếng Đức: Reichsdeputationshauptschluss) ngày 25 tháng 2 năm 1803 thường được gọi là luật Hoàng gia dẫn đến việc tái cơ cấu lãnh thổ của Đế quốc bằng cách phân bổ lại các nhà nước giáo hội và các thành bang đế chế cho các điền trang đế quốc khác. Trên thực tế, cả Quyết định cơ bản và Phái đoàn Hoàng gia soạn thảo nó đều không đóng một vai trò quan trọng nào trong quá trình này vì nhiều quyết định quan trọng đã được đưa ra sau cánh cửa đóng kín ở Paris trước khi Phái đoàn bắt đầu công việc của mình. Tuy nhiên, Quyết định cơ bản là không thể thiếu vì nó mang lại sự phê chuẩn theo hiến pháp đối với việc tái cơ cấu chính trị và lãnh thổ lớn mà lẽ ra sẽ thiếu tính hợp pháp.

### Bối cảnh

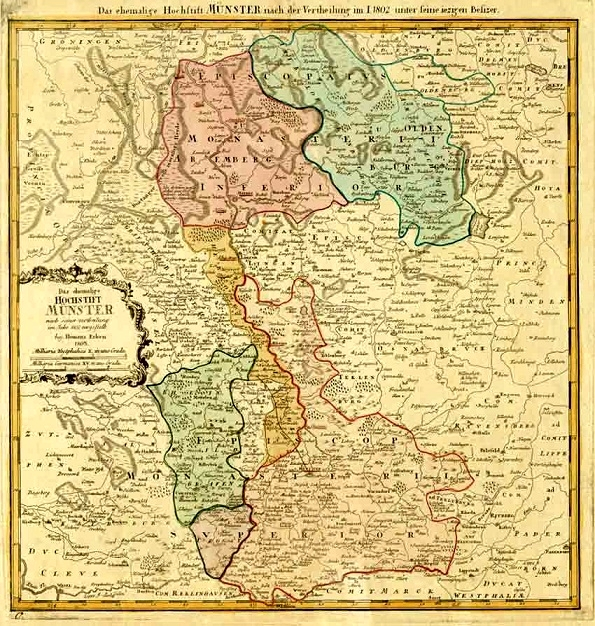
Bản đồ hiện đại thể hiện sự phân chia của Münster

Bị thúc ép mạnh mẽ bởi Napoleon Bonaparte, hiện đang nắm quyền lãnh đạo ở Pháp với tư cách là Đệ Nhất tổng tài, Thánh chế La Mã ngay sau Hiệp ước Lunéville buộc phải nhận nhiệm vụ vạch ra một kế hoạch bồi thường dứt khoát (Entschädigungsplan). Đại hội đế chế quyết tâm giao nhiệm vụ đó cho Hoàng đế, với tư cách là toàn quyền của Đế quốc, trong khi có ý định dành quyền quyết định cuối cùng cho chính mình. Không muốn gánh chịu toàn bộ trách nhiệm về những thay đổi chắc chắn sẽ xảy ra dưới mệnh lệnh của Pháp, Hoàng đế Francis II đã từ chối. Sau nhiều tháng cân nhắc, một thỏa hiệp đã đạt được vào tháng 11 năm 1801 để giao nhiệm vụ bồi thường cho Cơ quan Hoàng gia (Reichsdeputation), với Pháp đóng vai trò 'người hòa giải'. Phái đoàn bao gồm các đại diện toàn quyền của các Tuyển đế hầu Mainz, Sachsen, Brandenburg-Phổ, Bohemia và Tuyển hầu xứ Bayern, và của Công tước xứ Württemberg, Bá tước xứ Hessen-Cassel và Grand Master của Hiệp sĩ dòng Teuton.
Ngay sau Hiệp ước Lunéville, các nhà cầm quyền chủ chốt của Đức có quyền đòi bồi thường đã nhanh chóng đảm bảo khoản bồi thường trực tiếp với Pháp, và Paris nhanh chóng tràn ngập các phái viên mang theo danh sách các vùng lãnh thổ mà họ thèm muốn. Chính phủ Pháp khuyến khích phong trào này. Napoleon Bonaparte để lại chi tiết cho Ngoại trưởng Talleyrand, người nổi tiếng nhét đầy túi tiền hối lộ, tham gia với tư cách là người đồng hòa giải. Vào ngày 19 tháng 10 năm 1801, hai nước đã ký một thỏa thuận cùng hoạt động với tư cách là "các cường quốc hòa giải". Về cơ bản, Nga hoàng Alexander I, có vợ và mẹ thuộc các gia đình quý tộc ở Bá quốc Baden và Công quốc Württemberg, muốn ưu ái những người họ hàng người Đức khác nhau của mình và điều này vừa khớp với mục tiêu lâu dài của Pháp nhằm củng cố các nhà nước miền nam Baden, Württemberg, Hessen-Darmstadt và Bayern, nằm ở vị trí chiến lược giữa Pháp và Áo, kẻ thù không đội trời chung của nhau. Các cuộc thảo luận và giao dịch sôi nổi đã diễn ra không chỉ với các Quyền lực trung gian và giữa các thân vương thế tục khác nhau mà còn với cả các chính phủ khác nhau. Trong nội các Phổ, một nhóm thúc đẩy việc mở rộng về phía Tây tới Westphalia trong khi một nhóm khác ủng hộ việc mở rộng về phía Nam tới Franconia, với nhóm ủng hộ Westphalia cuối cùng đã chiếm ưu thế. Từ tháng 7 năm 1801 đến tháng 5 năm 1802, các thỏa thuận bồi thường sơ bộ đã được ký kết với Tuyển hầu xứ Bayern, Württemberg và Phổ và những thỏa thuận khác được ký kết ít chính thức hơn với Baden, Hessen-Darmstadt, Hesse-Cassel và các nhà nước cấp trung khác.
Các cuộc thảo luận và giao dịch sôi nổi diễn ra đồng thời ở Regensburg, nơi Đại hội Đế chế và Cơ quan của nó đang họp. Đặc biệt, nhiều nhà cai trị cấp trung và cấp thấp thiếu ảnh hưởng ở Paris - các Công tước xứ Arenberg, Croy và Looz, Thân vương xứ Salm-Kyrburg, các Bá tước xứ Sickingen và Wartenberg, cùng những người khác - đã thử cơ hội với các nhà ngoại giao Pháp được cử đến Regensburg, người có thể đề xuất bổ sung hoặc sửa đổi kế hoạch bồi thường, nói chung là để đổi lấy hối lộ. Tuy nhiên, tất cả các khiếu nại đều đã được kiểm tra và có nỗ lực phát hiện các khiếu nại hư cấu hoặc phóng đại. Cơ quan Hoàng gia rất hiếm khi xem xét các khiếu nại, chúng gần như được tự động chuyển đến các quan chức địa phương của Pháp để quyết định hoặc chuyển đến Bộ trưởng Ngoại giao Talleyrand ở Paris.

### Kế hoạch bồi thường chung

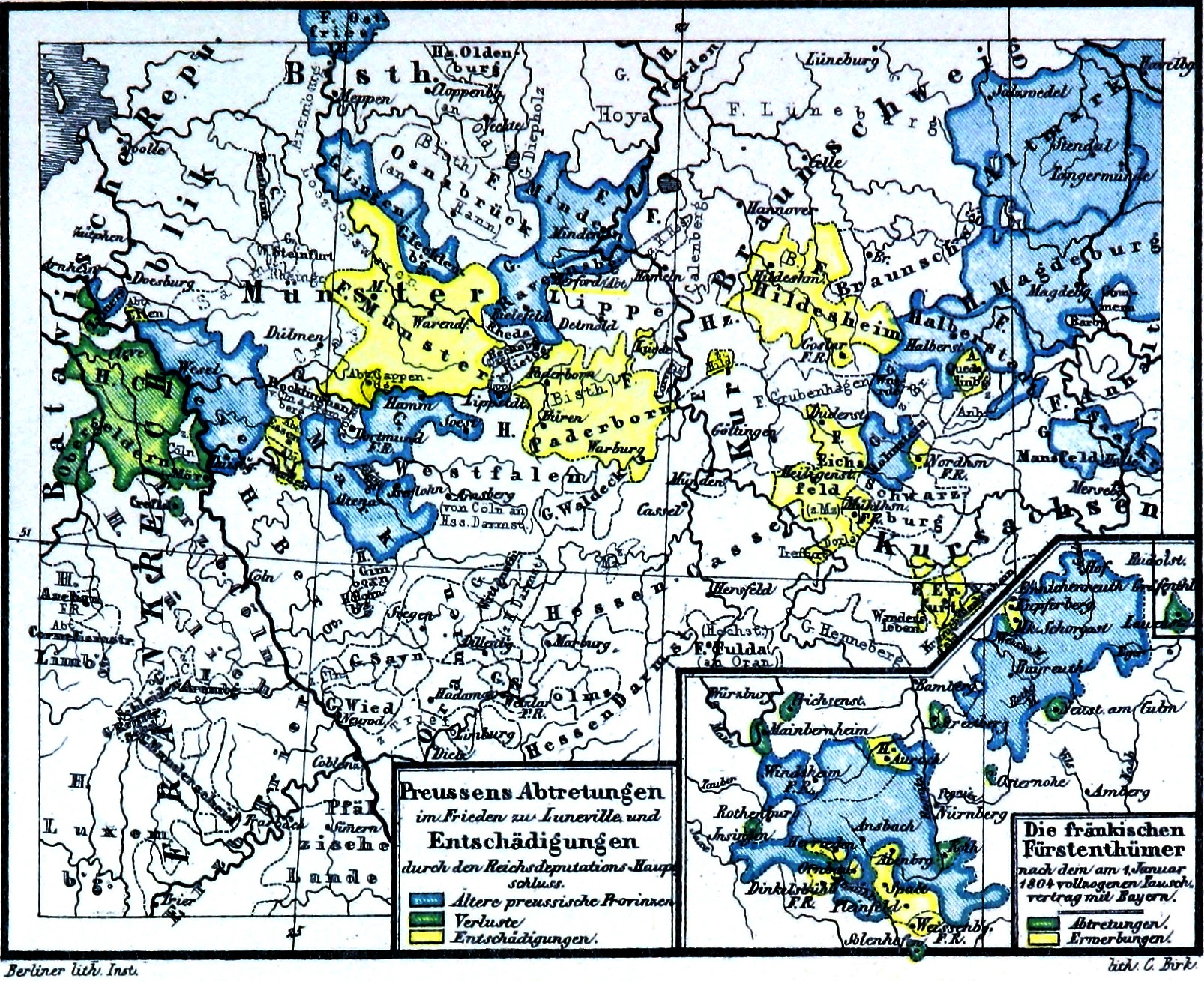
Những lãnh thổ mà Phổ mất và đạt được trong giai đoạn này

Một "kế hoạch bồi thường chung" kết hợp các hiệp định chính thức và không chính thức khác nhau được ký kết ở Paris được Nhà ngoại giao Talleyrand soạn thảo vào tháng 6 năm 1802, được Đế quốc Nga chấp thuận với những thay đổi nhỏ,[40] và được đệ trình gần như như một tối hậu thư cho Phái đoàn Hoàng gia khi họ được triệu tập cuối cùng tại Regensburg cho cuộc họp đầu tiên vào ngày 24 tháng 8 năm 1802. Trong phần mở đầu có nêu rằng các Quyền lực hòa giải đã buộc phải đưa ra một kế hoạch bồi thường do "những khác biệt không thể hòa giải giữa các Thân vương Đức" liên quan đến chi tiết bồi thường và sự chậm trễ của Phái đoàn Hoàng gia trong việc bắt đầu công việc của mình. Người ta nói rằng kế hoạch này "dựa trên những tính toán về tính công bằng không thể nghi ngờ" đã nỗ lực thực hiện việc bồi thường cho những tổn thất đã được thừa nhận trong khi "duy trì sự cân bằng quyền lực như trước chiến tranh giữa các nhà cai trị chủ chốt ở Đức", hai mục tiêu có phần mâu thuẫn nhau. lý do ban đầu cho việc bồi thường, vốn là để bù đắp cho lãnh thổ bị mất, đã được thay thế bằng các mục tiêu chính trị: ủng hộ những người cai trị có quyền lực hoặc có quan hệ tốt và thu hút các đồng minh tiềm năng.
Vì Áo đã bị loại khỏi các cuộc thảo luận nên phái viên của họ tại Paris chỉ biết về kế hoạch này khi đọc nó trên tờ Le Moniteur Universel. Họ nhanh chóng đàm phán những sửa đổi nhằm xác nhận cả các đặc quyền của Hoàng đế Francis II và các quyền của ông với tư cách là người cai trị Áo. Gói bồi thường của Habsburg cũng được tăng cường với các giáo phận vương quyền được thế tục hóa bổ sung. Francis II có thái độ thù địch với việc thế tục hóa, nhưng khi thấy rõ rằng việc thế tục hóa gần như hoàn toàn là không thể tránh khỏi, ông đã chiến đấu hết mình như bất kỳ nhà cai trị nào khác để giành được phần chiến lợi phẩm của mình. Ông đặc biệt kiên quyết yêu cầu em trai ông là Đại công tước Ferdinand, người đã bị quân Pháp xâm lược tước đoạt quyền sở hữu [[Đại công quốc Toscana, phải được bồi thường thỏa đáng.
Cơ quan Hoàng gia, ban đầu được giao phó quá trình bồi thường nhưng giờ đã bị hạ cấp xuống vai trò cấp dưới, có xu hướng bị các Quyền lực trung gian và các Quốc gia chủ chốt của Đức không xem trọng. Điều này đã được chứng minh bằng hiệp định Pháp-Phổ ngày 23 tháng 5 năm 1802, bỏ qua Phái đoàn Hoàng gia chưa được triệu tập, tuyên bố rằng cả Vua Phổ và Thân vương xứ Orange-Nassau đều có thể sở hữu các lãnh thổ được giao cho họ ngay sau khi phê chuẩn. Hai tuần sau, Nhà vua ban hành một tuyên bố liệt kê tất cả các lãnh thổ bồi thường được trao cho Phổ nhưng ông phải đợi đến tuần đầu tiên của tháng 8 năm 1802 trước khi chiếm giữ các Giáo phận vương quyền Paderborn và Hildesheim cũng như phần lãnh thổ của nó ở Münster, cũng như các lãnh thổ khác đã bị chiếm đóng được giao cho Phổ. Cùng tháng đó, quân đội Bayern tiến vào Bamberg và Würzburg một tuần sau khi Tuyển đế hầu Maximilian IV Joseph viết thư cho các Giám mục vương quyền tương ứng để thông báo về việc sắp chiếm đóng các giáo phận của họ. Trong mùa thu, Bayern, Baden, Hessen-Darmstadt, và Württemberg, và thậm chí cả Áo, tiến hành chiếm giữ các Giáo phận vương quyền, tu viện hoàng gia và các Thành bang đế chế đã được giao cho họ. Việc sáp nhập chính thức và thành lập cơ quan hành chính dân sự thường diễn ra trong vòng vài tuần. Sự vội vàng như vậy một phần là do lo ngại rằng kế hoạch tháng 6 có thể không dứt khoát và dẫn đến việc chiếm các lãnh thổ được phân bổ và đặt các nhà cai trị trước sự việc đã rồi. Tuy nhiên, chiến lược đó không phải là dễ dàng và Tuyển hầu xứ Bayern, nơi đã chiếm giữ Giám mục vương quyền Eichstätt kể từ tháng 9, đã buộc phải sơ tán nó khi hội nghị Pháp-Áo ngày 26 tháng 12 năm 1802 tái phân bổ phần lớn Eichstätt cho Quân chủ Habsburg. Về phần mình, các Thân vương cấp thấp hơn và các bá tước, với ít nhân lực và nguồn lực, thường phải đợi cho đến khi Quyết định cơ bản được ban hành trước khi họ có thể chiếm hữu các lãnh thổ - nếu có - được trao cho họ như một khoản đền bù, thường là một lãnh thổ thế tục hóa hoặc một trong những thành bang đế chế nhỏ hơn.

### Phê duyệt và phê chuẩn Quyết định cơ bản (Final Recess)

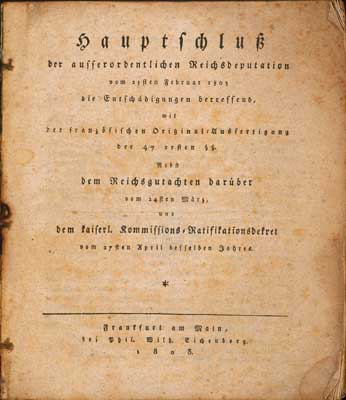
Trang đầu tiên của Quyết định cơ bản tháng 2 năm 1803

Vào ngày 8 tháng 10 năm 1802, các Quyền lực hòa giải đã chuyển cho Nhóm kế hoạch bồi thường chung thứ hai của họ với nhiều sửa đổi phản ánh số lượng đáng kể các khiếu nại, kiến nghị và quan sát mà họ đã nhận được từ tất cả các bên. Kế hoạch thứ ba được gửi đi vào tháng 11 và kế hoạch cuối cùng vào giữa tháng 2 năm 1803. Nó làm cơ sở cho Quyết định cơ bản mà Phái đoàn đưa ra tại cuộc họp lần thứ 46 vào ngày 25 tháng 2 năm 1803. Đại hội Đế chế đã phê chuẩn nó vào ngày 24 tháng 3 và Hoàng đế đã phê chuẩn nó vào ngày 27 tháng 4. Tuy nhiên, Hoàng đế đã chính thức bảo lưu việc phân bổ lại số ghế và phiếu bầu trong Đại hội Đế chế. Trong khi ông chấp nhận Hội đồng Tuyển đế hầu gồm 10 thành viên mới, nơi lần đầu tiên có đa số là các tuyển hầu theo đạo Tin Lành, ông phản đối đa số Tin Lành mạnh mẽ trong Viện Thân vương mới (77 Lãnh đạo theo đạo Tin lành so với 53 lãnh đạo Công giáo, cộng với 4 phiếu luân phiên), theo truyền thống, ảnh hưởng của Hoàng đế được cảm nhận mạnh mẽ nhất, và thay vào đó ông đề xuất sự bình đẳng tôn giáo. Các cuộc thảo luận về vấn đề này vẫn đang tiếp diễn khi Đế quốc bị giải thể vào năm 1806.

### Kết quả

#### Các Thân vương quốc Giáo hội giải thể đồng loạt

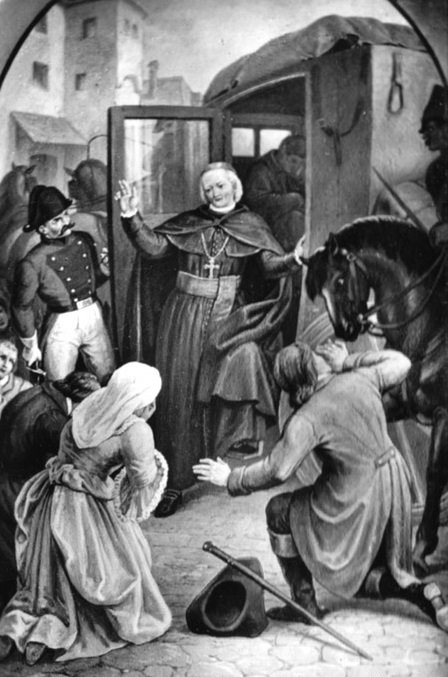
Trục xuất Giám mục vương quyền xứ Trient

Theo các điều khoản của "Quyết định cơ bản", tất cả các cơ quan Thân vương quốc Giáo hội – tổng giám mục, giám mục và tu viện vương quyền – đều bị giải thể ngoại trừ Tổng giám mục- Tuyển hầu xứ Mainz, Dòng Teuton và Dòng Malta. Tổng giám mục Karl Theodor von Dalberg của Mainz đã cứu được lãnh thổ của mình bằng cách thuyết phục Napoleon Bonaparte rằng vị trí Tổng Thủ hiến Hoàng gia của ông là điều cần thiết cho hoạt động của Đế chế. Do phần lớn lãnh thổ Tuyển đế hầu của ông, bao gồm cả thành phố Mainz, đã bị Pháp sáp nhập, tổng giáo phận được chuyển sang Regensburg và được bổ sung thêm một số tàn tích của Tuyển hầu xứ ở phía Đông sông Rhein và Wetzlar. Dalberg, người được xác nhận là Tuyển đế hầu và Tổng Thủ hiến Hoàng gia và đạt được tước hiệu mới là Giáo trưởng Đức, đã chứng tỏ là một đồng minh liên tục và hữu ích của Napoléon trong những năm tới. Ngoài ra, dưới sự nài nỉ kiên quyết của Hoàng đế, Dòng Teutonic, mà Grand Master nói chung là một đại công tước người Áo, cũng như các Hiệp sĩ của St John (Hiệp sĩ Malta), cũng được tha và các lãnh địa nhỏ rải rác của họ được tăng cường thêm một số tu viện gần đó. Mục đích ở đây là cung cấp cuộc sống cho một số trong tổng số 700 thành viên quý tộc của các giáo đoàn nhà thờ mà tài sản của họ đã bị tịch thu khi các Giáo phận vương quyền bị thế tục hóa. Một số Giáo phận vương quyền đã được chuyển giao toàn bộ cho chủ sở hữu mới trong khi những nơi khác, chẳng hạn như Münster, Trier, Cologne, Würzburg, Augsburg, Freising, Eichstätt, Passau và Constance, được phân chia giữa hai hoặc một số chủ sở hữu mới hoặc được phân bổ một số quận hoặc vùng ngoại ô cho các chủ sở hữu mới khác nhau. Tài sản đáng kể của các nhà thờ của tòa giám mục cũng bị tịch thu.

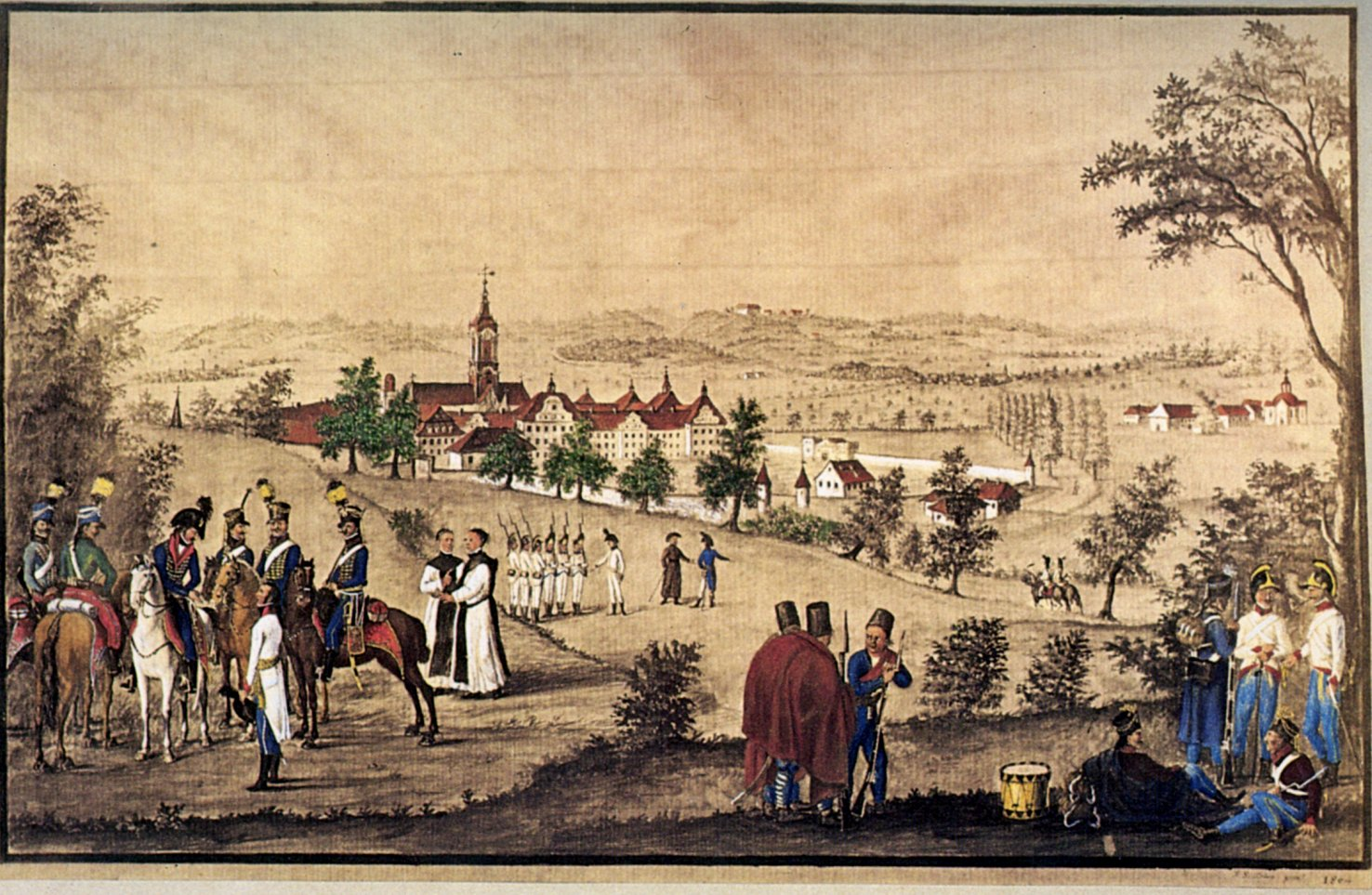
Binh lính và tu sĩ Áo tại Tu viện Salem vào thời điểm thế tục hóa

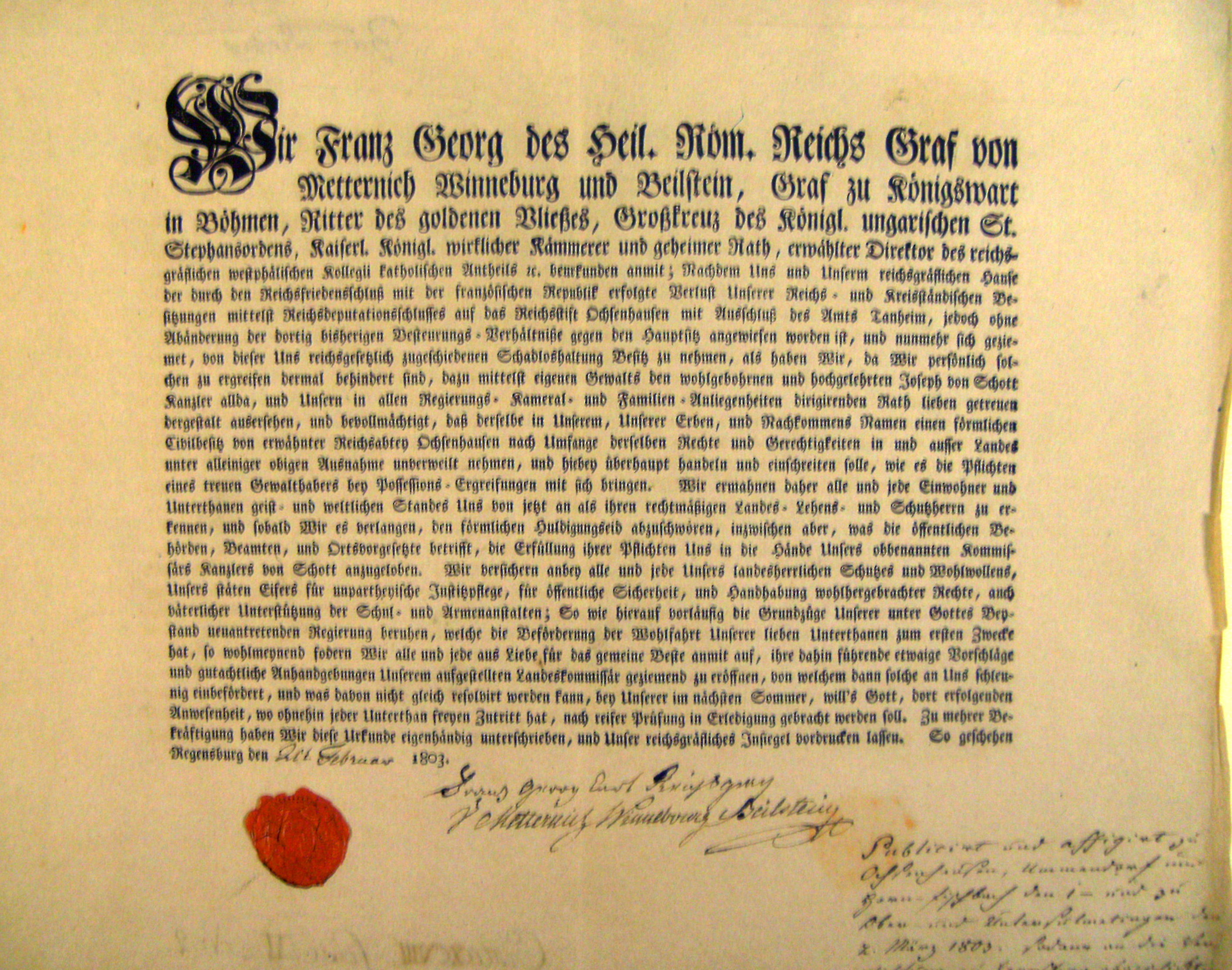
Chứng thư cấp tu viện thế tục hóa Ochsenhausen cho Bá tước Georg Karl von Metternich, cha của Hoàng thân Klemens von Metternich để đền bù cho việc Lãnh địa Winneburg và Beilstein của Nhà Metternich bị Pháp sáp nhập.

Quyết định cơ bản nêu chi tiết các nghĩa vụ tài chính và các nghĩa vụ khác của những người cai trị mới đối với những người cai trị cũ, các quan chức, người quản lý và các nhân viên dân sự và quân sự khác của các Thân vương quốc Giáo hội đã bị bãi bỏ. Các cựu Giám mục vương quyền và Tu viện trưởng vương quyền vẫn nhận được quyền Reichsfreiheit (Trực tiếp đế chế). Họ nắm giữ quyền lực rộng rãi, bao gồm cả quyền tài phán tư pháp trong các vấn đề dân sự và hình sự đối với người hầu của họ (điều 49). Họ giữ tước hiệu và cấp bậc Giám mục vương quyền hoặc Tu viện trưởng vương quyền suốt đời và được hưởng một số danh hiệu và đặc quyền (điều 50). Tuy nhiên, các dinh thự nguy nga của các Giám mục vương quyền, chẳng hạn như Dinh thự Würzburg và Schloss Nordkirchen, đã được chuyển cho chủ sở hữu mới và các giám mục được cấp chỗ ở khiêm tốn hơn cũng như quyền sử dụng nơi ở mùa hè. Các cựu Giám mục vương quyền, Tu viện trưởng vương quyền và các viện trưởng hoàng gia được hưởng lương hưu hàng năm lần lượt là từ 20.000 đến 60.000 gulden, 6.000 đến 12.000 gulden và 3.000 đến 6.000 gulden, tùy thuộc vào thu nhập trước đây của họ (điều 51). Trong khi quá trình thế tục hóa tước bỏ quyền lực chính trị của các Giám mục vương quyền và bãi bỏ lãnh thổ của họ, họ vẫn là giám mục và vẫn giữ quyền mục vụ bình thường đối với giáo phận, giáo xứ và giáo sĩ của mình. Một số, chẳng hạn như Giám mục Christoph Franz von Buseck xứ Bamberg, đã điều chỉnh theo hoàn cảnh khó khăn của họ và ở lại giáo phận của họ để thực hiện nhiệm vụ mục vụ; những người khác, chẳng hạn như Tổng giám mục Hieronymus von Colloredo xứ Salzburg, đã từ bỏ nhiệm vụ mục vụ của mình cho các giám mục phụ tá và đến sống ở Viên hoặc trên khu đất của gia đình họ.

#### Sự chấm dứt tồn tại của các Thành bang đế chế tự do

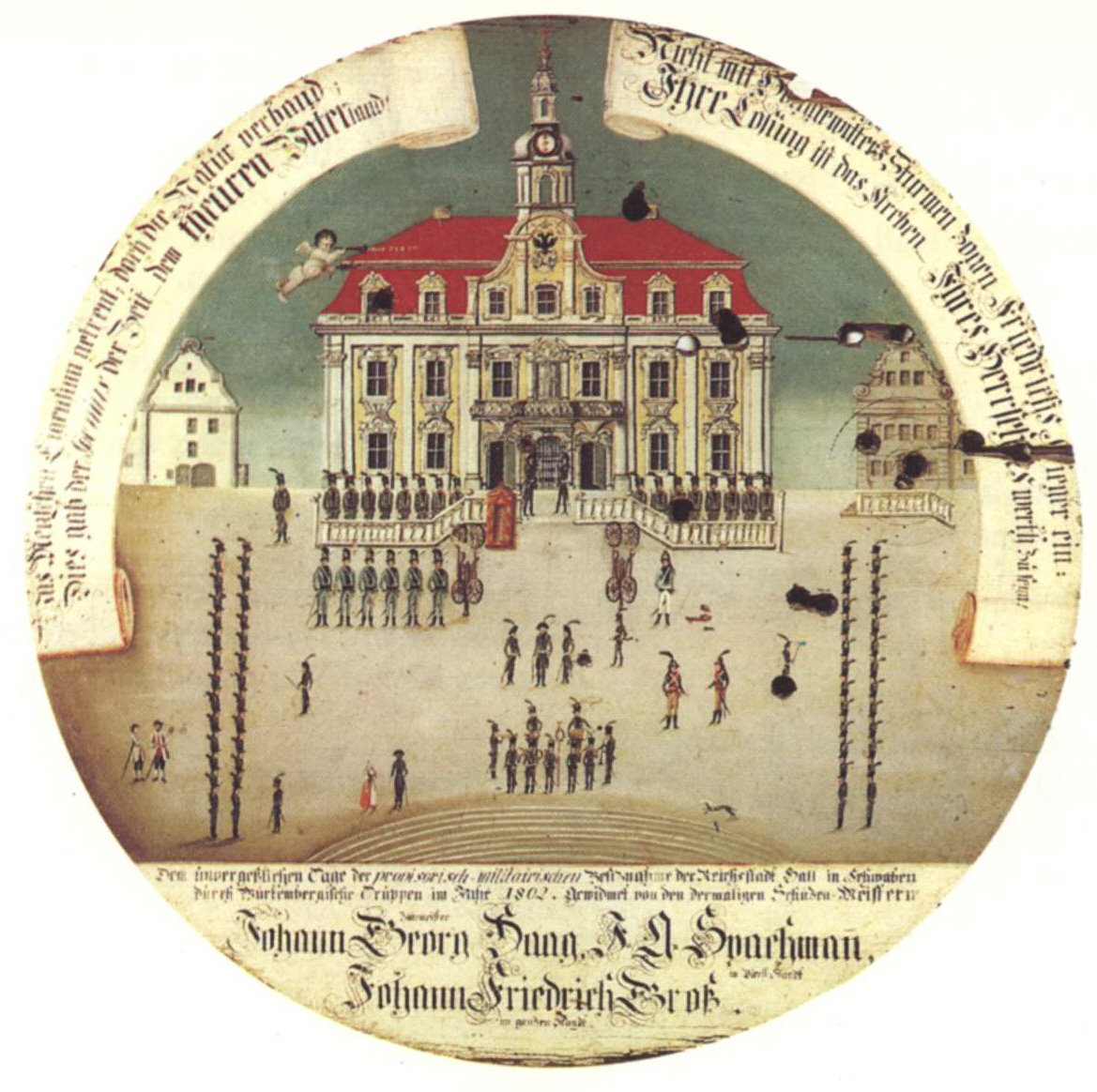
Hòa giải Schwäbisch Hall trong hình ảnh đương đại

51 Thành bang đế chế [chú thích 7] với tổng diện tích lãnh thổ 7.365 km2 (2.844 dặm vuông Anh) và dân số 815.000 người, tuy ít hơn so với các nhà nước giáo hội nhưng các Giám mục vương quyền từ lâu đã phẫn nộ với nền độc lập của những thành phố bị bao vây trong lãnh thổ của họ. Trừ một vài trường hợp ngoại lệ, họ còn mang tiếng là suy tàn và quản lý yếu kém hơn cả các nhà nước giáo hội.
Một số thành bang đế chế đã được đưa vào một số kế hoạch thế tục hóa còn non trẻ của thế kỷ XVIII, chủ yếu là vì chúng tiếp giáp hoặc nằm trong một chế độ Giáo phận vương quyền được nhắm mục tiêu cho việc thế tục hóa. Trong khi các điều khoản bồi thường bí mật trong các hiệp ước năm 1796 với Phổ, Baden và Württemberg chỉ nhắm vào các lãnh thổ giáo hội, thì vào thời điểm Đại hội Rastatt khai mạc vào cuối năm 1797, đã có tin đồn lan rộng về việc giải thể ít nhất một số thành bang. Cảnh nhận được trước những tin đồn như vậy, các thành bang đế chế của Vùng đế chế Swabia, nơi tọa lạc khoảng một nửa số thành bang đế chế, đã tổ chức một hội nghị đặc biệt tại Ulm vào đầu tháng 3 năm 1798 để xem xét tình hình mà họ cảm thấy bất lực. Tuy nhiên, do ngay từ đầu người ta đã mong đợi rằng một số ít các thành bang lớn nhất và giàu có nhất sẽ duy trì được nền độc lập của mình, nên sự hòa giải được mong đợi của các thành bang đế quốc đã không thu hút được nhiều sự quan tâm của công chúng. Sự sống còn của một thành bang hoàng gia thường bị treo lơ lửng: trong khi Regensburg và Wetzlar, lần lượt là các trụ sở của Đại hội đế chế và Tòa án Cameral Hoàng gia, vẫn nằm trong danh sách ngắn các thành bang hoàng gia sẽ tồn tại trong kế hoạch bồi thường chung tháng 6 năm 1802, chúng được thế tục hóa vài tháng sau đó nhằm củng cố Thân vương quốc Aschaffenburg mới được thành lập, vốn sẽ tạo thành căn cứ lãnh thổ của Tổng giám mục von Dalberg, Tổng Thủ hiến Đế chế cuối cùng, chỉ có Hamburg, Bremen, Lübeck, Frankfurt, Augsburg và Nuremberg sống sót sau quá trình hoà giải năm 1803.

#### Tấn công các hiệp sĩ hoàng gia và bá tước hoàng gia
Sau Quyết định cơ bản, các điền trang rải rác của khoảng 300 hiệp sĩ hoàng gia tự do và 99 Bá tước hoàng gia, tổng cộng lãnh thổ có lẽ khoảng 4.500 dặm vuông, lẽ ra vẫn được giữ nguyên. Nhưng đến mùa đông năm 1803, những người cai trị Tuyển hầu xứ Bayern, Bá quốc Hessen-Kassel và Công quốc Württemberg bắt đầu chiếm hữu những vùng đất nhỏ bé này thông qua sự kết hợp giữa Sắc lệnh đầu hàng và chuyển giao (Abtretungs- und Überweisungspatenten) và lực lượng quân sự. Những người cai trị nhỏ hơn khác, chẳng hạn như Thân vương xứ Leiningen, cũng làm theo. Sau này nó được gọi là Rittersturm.
Đến mùa thu năm 1803, phần lớn các điền trang của hiệp sĩ hoàng gia trên thực tế đã bị các nước láng giềng lớn hơn sáp nhập. Vào tháng 1 năm 1804, việc tịch thu bị Hoàng đế Francis II tuyên bố là bất hợp pháp. Mặc dù Hoàng đế không thể đảo ngược hiện trạng, nhưng lời đe dọa bằng vũ lực đã ngăn chặn các cuộc thôn tính tiếp theo. Tuy nhiên, bạo lực này đã gây ra hậu quả nghiêm trọng cho các Thân vương nhỏ của Đế chế. Với việc chấm dứt quyền quản lý của đế quốc một cách hiệu quả sau Hiệp ước Pressburg năm 1805, bạo lực đối với các hiệp sĩ và bá tước hoàng gia đã lan rộng đến các Thân vương không có khả năng tự vệ, dẫn đến cuộc hòa giải lớn thứ hai vào năm 1806.
Việc hòa giải chính thức của các hiệp sĩ và bá tước hoàng gia đã được hợp pháp hóa theo Điều 25 của Hiệp ước Liên bang Rhein (Rheinbundakte), trong đó trừng phạt hành động đơn phương của các lãnh thổ.

#### Những hậu quả sâu rộng về chính trị và tôn giáo
Mặc dù mục đích ban đầu là chỉ bồi thường cho những nhà cai trị thế tục bị mất lãnh thổ vào tay người Pháp, nhưng tiêu chí đó chỉ được áp dụng cho các Thân vương hay bá tước nhỏ và những nhà cai trị đôi khi chỉ nhận được một khoản tiền niên kim hoặc một khoản bồi thường lãnh thổ khiêm tốn đến mức phải tăng thêm một khoản tiền hàng năm được trả bởi các thân vương được cung cấp tốt hơn để tổng thu nhập của họ không thấp hơn thu nhập trước đây của họ.
Trong trường hợp của các nhà nước lớn hơn, họ thường nhận được nhiều hơn số lãnh thổ mà họ đã mất. Karl Friedrich xứ Baden nhận được lãnh thổ nhiều gấp 7 lần số đã mất, Vương quốc Phổ nhận được gần gấp 5 lần. Tuyển hầu xứ Hannover đã giành được Giáo phận vương quyền Osnabrück, mặc dù nước này chẳng mất gì cả. Công quốc Oldenburg, có mối quan hệ huyết thống chặt chẽ với Sa hoàng Alexander I, đã nhận được một phần lãnh thổ đáng kể của Giáo phận vương quyền Münster mặc dù nó chỉ mất thu nhập từ một trạm thu phí. Áo cũng nhận được nhiều lãnh thổ mới. Ngoài ra, Quân chủ Habsburg đã bị mất 2 lãnh thổ ở Bán đảo Ý, gồm có Đại công quốc Toscana và Công quốc Modena cũng được bồi thường mặc dù lãnh thổ của họ không thuộc Đế chế La Mã Thần thánh. Tương tự như vậy, Vua Phổ đã có thể nhận được một khoản bồi thường lãnh thổ hào phóng cho Thân vương quốc Orange-Nassau có liên quan đến triều đại, người đã bị tổn thất ở Cộng hòa Hà Lan không còn tồn tại.
Tổng cộng có 112 điền trang của đế chế đã biến mất. Ngoài lãnh thổ được nhượng lại cho Pháp, đất đai và tài sản của họ được phân chia cho 72 nhà cai trị có quyền được bồi thường.
Kết quả của quá trình bồi thường được xác nhận bởi Quyết định cơ bản vào tháng 2 năm 1803 là sự phân phối lại tài sản rộng rãi nhất trong lịch sử nước Đức trước năm 1945. Khoảng 73.000 km2 (28.000 dặm vuông) lãnh thổ giáo hội, với khoảng 2,36 triệu dân và 12,72 triệu guilden mỗi năm doanh thu đã được chuyển giao cho những nhà cai trị mới.
Vị thế của Giáo hội Công giáo La Mã được thành lập ở Đức, Reichskirche, không những bị suy giảm mà còn gần như bị phá hủy. Nhà thờ mất đi vai trò hiến pháp quan trọng trong Thánh chế La Mã; hầu hết các trường đại học Công giáo đều đóng cửa, cũng như hàng trăm tu viện và cơ sở tôn giáo. Người ta nói rằng Cuộc suy thoái cuối cùng năm 1803 đã ảnh hưởng đến quyền sở hữu đất đai của Đức giống như Cách mạng đã làm với Pháp.

## Hòa giải từ năm 1806
Vào ngày 12 tháng 6 năm 1806, Hoàng đế Napoléon thành lập Liên bang Rhein để mở rộng và giúp bảo đảm an toàn cho biên giới phía Đông của Đệ Nhất Đế chế Pháp. Để miễn cưỡng thừa nhận việc Napoléon chia cắt lãnh thổ Thánh chế La Mã, vào ngày 6 tháng 8 năm 1806, Hoàng đế La Mã Thần thánh Francis II tuyên bố bãi bỏ Đế quốc và tuyên bố nắm giữ nhiều quyền lực nhất có thể với tư cách là người cai trị Các vương quốc Habsburg. Để nhận được sự ủng hộ từ các quốc gia Đức hùng mạnh hơn, cựu Hoàng đế La Mã Thần thánh đã chấp nhận, và Napoléon khuyến khích, sự hòa giải của các nhà nước nhỏ lân cận của họ. Hòa giải đã chuyển giao chủ quyền của hơn 100 nhà nước thế tục nhỏ cho các nước láng giềng lớn hơn, hầu hết trong số đó đã trở thành thành viên sáng lập của Liên bang để tham gia vào các cuộc sáp nhập.
|             | Mất                      | Được bồi thường          | Lợi nhuận ròng           |
| ----------- | ------------------------ | ------------------------ | ------------------------ |
| Prussia     | 2,000 km2 140,000 người  | 12,000 km2 600,000 người | 10,000 km2 460,000 người |
| Bayern      | 10,000 km2 600,000 người | 14,000 km2 850,000 người | 4,000 km2 250,000 người  |
| Baden       | 450 km2 30,000 người     | 2,000 km2 240,000 người  | 1,550 km2 210,000 người  |
| Württemberg | 400 km2 30,000 người     | 1,500 km2 120,000 người  | 1,100 km2 90,000 người   |

Giữa lần thoái vị đầu tiên của Napoléon vào năm 1814 và Trận Waterloo cũng như lần thoái vị cuối cùng của Napoléon vào năm 1815, Đại hội Viên đã được các cường quốc thắng trận triệu tập để vẽ lại biên giới châu Âu. Trong thời gian này, người ta đã quyết định rằng các công quốc hòa giải, các thành bang tự do và các quốc gia thế tục hóa sẽ không được khôi phục lãnh thổ. Thay vào đó, những người cai trị trước đây được quyền bỏ phiếu trong Đại hội đế chế sẽ được hưởng địa vị quý tộc, được coi là ngang hàng với các vị quân chủ vẫn đang trị vì và có quyền yêu cầu bồi thường cho những tổn thất của họ. Nhưng mỗi quốc gia sáp nhập được giao quyền bồi thường cho các triều đại được hòa giải, và triều đại sau không có quyền bồi thường quốc tế nếu không hài lòng với các quyết định hoàn trả của chế độ mới. Vào năm 1825 và 1829, những gia tộc từng được chỉ định là "Các nhà hòa giải" đã được chính thức hóa, theo quyết định riêng của các quốc gia cầm quyền, và không phải tất cả các gia tộc cai trị các quốc gia được hòa giải đều được công nhận như vậy.
Kết quả của Đại hội Viên là chỉ còn lại 39 Nhà nước của Đức.

## Những nhà nước và lãnh thổ bị sáp nhập

### Các giáo phận và tổng giáo phận vương quyền
| Awarded to                                                            | Mediatized state |
| --------------------------------------------------------------------- | --- |
| Đệ Nhất Cộng hòa Pháp và các nhà nước khách hàng (sáp nhập trước đây) | - Basel (đến Cộng hòa Rauracia) - Chur (đến Cộng hòa Helvetic) - Cologne: lãnh thổ bờ trái sông Rhein - Liège - Mainz: lãnh thổ bờ trái sông Rhein - Speyer: lãnh thổ bờ trái sông Rhein - Strasbourg: lãnh thổ bờ trái sông Rhein - Trier: lãnh thổ bờ trái sông Rhein - Worms: lãnh thổ bờ trái sông Rhein |
| Công tước xứ Arenberg                                                 | - Cologne: Bá quốc Vest Recklinghausen - Münster: Meppen |
| Đại công quốc Áo                                                      | - Brixen - Freising: phần tách rời của Áo - Salzburg:Các vùng tách rời của Áo là Arnsdorf và Traismauer - Trent |
| Bá tước xứ Baden                                                      | - Basel: Lãnh địa Schliengen - Constance - Speyer: bờ phải sông Rhein - Strasbourg: bờ phải sông Rhein |
| Tuyển hầu xứ Bayern                                                   | - Augsburg - Bamberg - Freising - Passau - Würzburg |
| Công tước xứ Croÿ                                                     | - Münster: Dülmen |
| Tuyển hầu xứ Hannover                                                 | - Osnabrück |
| Bá quốc Hessen-Darmstadt                                              | - Cologne: Công quốc Westphalia - Worms: bờ phải sông Rhein |
| Công tước xứ Looz-Corswarem                                           | - Münster: Rheina và Wolbeck |
| Thân vương xứ Nassau                                                  | - Trier: bờ phải sông Rhein |
| Thân vương xứ Nassau-Orange-Fulda                                     | - Cologne: Công quốc Westphalia |
| Công tước xứ Oldenburg                                                | - Lübeck - Münster: Vechta và Cloppenburg |
| Vương quốc Phổ                                                        | - Hildesheim - Münster: Münster - Paderborn |
| Thân vương xứ Regensburg                                              | - Mainz: bờ phải sông Rhein - Regensburg |
| Thân vương xứ Salm                                                    | - Münster: Ahaus và Bocholt |
| Đại công tước xứ Salzburg                                             | - Eichstätt - Salzburg |

### Các tu viện và cung điện hoàng gia
| Được trao cho                                                        | Trạng thái trung gian |
| -------------------------------------------------------------------- | --- |
| Đệ Nhất Cộng hòa Pháp và các nhà nước phụ thuộc (sáp nhập trước đây) | - Burtscheid - Prüm - St. Cornelimünster - St. Gall (vào Cộng hòa Helvetic) - Stablo-Malmedy - Thorn - Weissenburg                             |
| Bá tước xứ Aspremont-Lynden                                          | - Baindt |
| Bá quốc Baden                                                        | - Gengenbach - Odenheim và Bruchsal - Petershausen - Salem (Salmansweiler)                                                                     |
| Tuyển hầu xứ Bayern                                                  | - Elchingen - Irsee - Kaisheim (Kaisersheim) - Kempten - Ottobeuren - Roggenburg - St. Ulrich và St. Afra - Söflingen - Ursberg - Wettenhausen |
| Công tước xứ Breisgau-Modena                                         | - St. Peter - Schuttern |
| Thân vương xứ Bretzenheim                                            | - Lindau |
| Công tước xứ Brunswick-Wolfenbüttel                                  | - Gandersheim - St. Ludger |
| Thân vương xứ Dietrichstein                                          | - St. Gall: Neuravensburg |
| Thân vương xứ Ligne                                                  | - Edelstetten |
| Thân vương xứ Metternich                                             | - Ochsenhausen |
| Thân vương xứ Nassau-Orange-Fulda                                    | - Corvey (Giáo phận 1792) - Fulda - Einsiedeln: St. Gerold im Weingartischen (bán cho Áo năm 1804) - Weingarten                                |
| Bá quốc Ostein                                                       | - Buxheim |
| Bá tước xứ Plettenberg-Wittem                                        | - Heggbach: Mietingen và Sullmingen |
| Vương quốc Phổ                                                       | - Essen - Herford - Quedlinburg - Werden-Helmstedt                                                                                             |
| Bá tước xứ Quadt                                                     | - St. George in Isny |
| Tổng giám mục xứ Regensburg                                          | - Niedermünster-in-Regensburg - Obermünster-in-Regensburg - St. Emmeram                                                                        |
| Hiệp sĩ Cứu tế                                                       | - St. Blaise |
| Đại công tước xứ Salzburg                                            | - Berchtesgaden |
| Bá tước xứ Schaesberg-Retersbeck                                     | - Ochsenhausen: Tannheim |
| Thân vương xứ Sinzendorf                                             | - Ochsenhausen: Winterrieden |
| Bá tước xứ Sternberg-Manderscheid                                    | - Schussenried - Weissenau |
| Thân vương xứ Thurn và Taxis                                         | - Buchau - Marchtal - Neresheim |
| Bá tước xứ Törring-Jettenbach                                        | - Gutenzell |
| Bá tước xứ Waldbott von Bassenheim                                   | - Heggbach |
| Bá tước xứ Wartenberg                                                | - Rot an der Rot |
| Công tước xứ Württemberg                                             | - Ellwangen - Heiligkreuztal - Rottenmünster - Schöntal - Zwiefalten                                                                           |

Các thực thể giáo hội duy nhất ở Đức không bị bãi bỏ vào năm 1803, gồm có:
- Hiệp sĩ Dòng Teuton (bãi bỏ năm 1810)
- Hiệp sĩ Dòng Thánh John (bãi bỏ năm 1806)
- Tổng giáo phận Regensburg (bãi bỏ năm 1805)

### Các Thành bang đế chế và các làng
| Được trao cho                     | Trạng thái trung gian |
| --------------------------------- | --- |
| Đệ Nhất Cộng hòa Pháp             | - Aachen - Cologne (Köln) - Speyer - Worms |
| Tuyển hầu xứ Bayern               | - Bopfingen - Buchhorn (Friedrichshafen) - Dinkelsbühl - Kaufbeuren - Kempten im Allgäu - Leutkirch im Allgäu - Memmingen - Nördlingen - Ravensburg - Rothenburg ob der Tauber - Schweinfurt - Ulm - Wangen im Allgäu - Weißenburg im Nordgau - Windsheim - Gochsheim (làng hoàng gia) - Sennfeld (làng hoàng gia) - Những người tự do của Leutkircher Heath (làng hoàng gia) |
| Vương quốc Phổ                    | - Goslar - Mühlhausen - Nordhausen |
| Bá tước xứ Baden                  | - Biberach an der Riß - Gengenbach - Offenburg - Pfullendorf - Überlingen - Wimpfen - Zell am Harmersbach |
| Công tước xứ Württemberg          | - Aalen - Esslingen am Neckar - Giengen - Heilbronn - Reutlingen - Rottweil - Schwäbisch Gmünd - Schwäbisch Hall - Weil |
| Bá tước xứ Hessen-Darmstadt       | - Friedberg |
| Thân vương xứ Nassau-Usingen      | - Soden (làng hoàng gia) - Sulzbach (Imperial village) |
| Thân vương xứ Nassau-Orange-Fulda | - Dortmund |
| Thân vương xứ Bretzenheim         | - Lindau (bán cho Áo năm 1804) |
| Bá tước xứ Quadt                  | - Isny im Allgäu |
| Tổng giám mục xứ Regensburg       | - Regensburg - Wetzlar |

Các thành phố tự do duy nhất ở Đức không bị bãi bỏ vào năm 1803, gồm có:
- Augsburg (sáp nhập vào Bayern 1806)
- Bremen (bang)|Bremen]] (sáp nhập vào Pháp 1811, khôi phục 1814)
- Frankfurt (sáp nhập vào Regensburg 1806, khôi phục 1813, sáp nhập vào Phổ 1866)
- Làng hoàng gia Harmersbach (sáp nhập vào Baden 1806)
- Hamburg (sáp nhập vào Pháp 1811, khôi phục 1814)
- Lübeck (sáp nhập vào Pháp 1811, khôi phục 1814, bãi bỏ 1937)
- Nuremberg (sáp nhập vào Bayern 1806)

### Các thành viên khác của Đại hội đế chế vào năm 1806
| Thân vương đế chế                      | Trạng thái trung gian |
| -------------------------------------- | --- |
| Công tước xứ Arenberg                  | - Croÿ-Dülmen |
| Đại công tước xứ Baden                 | - Thân vương xứ Auersperg - Thân vương xứ Fürstenberg - Thân vương xứ Leiningen - Bá tước xứ Leiningen-Billigheim - Bá tước xứ Leiningen-Neudenau - Bá tước xứ Löwenstein-Wertheim-Freudenberg: Wertheim bờ trái sông Rhein - Thân vương xứ Löwenstein-Wertheim-Rosenberg: Wertheim bờ trái sông Rhein - Hiệp sĩ Dòng Thánh John: Địa hạt ở thượng lưu sông Rhein - Thân vương xứ Salm-Reifferscheid-Hainsbach: bờ phải sông Rhein - Thân vương xứ Salm-Reifferscheid-Krautheim: bờ phải sông Rhein - Thân vương xứ Schwarzenberg: Klettgau - Bá tước xứ Sickingen |
| Vua Bayern                             | - Nam tước xứ Boyneburg-Bömelberg: Erolzheim - Bá tước xứ Castell-Castell - Bá tước xứ Castell-Rüdenhausen - Thân vương xứ Esterházy de Galántha: Edelstetten - Thân vương xứ Fugger-Babenhausen - Bá tước xứ Fugger-Glött - Bá tước xứ Fugger-Kirchberg-Weissenhorn - Bá tước xứ Fugger-Kirchheim - Bá tước xứ Fugger-Nordendorf - Thân vương xứ Lobkowicz - Bá tước xứ Löwenstein-Wertheim-Freudenberg: phần tách rời - Thân vương xứ Löwenstein-Wertheim-Rosenberg: phần tách rời - Bá tước xứ Ortenburg-Tambach - Bá tước xứ Ostein - Thân vương xứ Öttingen-Spielberg - Thân vương xứ Öttingen-Wallerstein - Bá tước xứ Pappenheim: Altmühl canton - Bá tước xứ Schönborn-Wiesentheid - Thân vương xứ Schwarzenberg - Thân vương xứ Sinzendorf - Bá tước xứ Stadion-Thannhausen - Thân vương xứ Thurn và Taxis: Neuburg area - Bá tước xứ Waldbott von Bassenheim - Thân vương xứ Waldburg-Zeil-Trauchburg: Alt-Trauchburg - Thân vương xứ Waldburg-Wurzach: Ferthofen |
| Đại công tước xứ Berg                  | - Bá tước xứ Bentheim-Steinfurt: Bentheim - Bá tước xứ Bentheim-Steinfurt: Steinfurt - Bá tước xứ Limburg-Styrum: Styrum - Bá tước xứ Leiningen-Altleiningen: Schadeck & Westerburg - Công tước xứ Looz-Corswarem - Bá tước xứ Nesselrode: Rhade - Bá tước xứ Salm-Horstmar - Thân vương xứ Sayn-Wittgenstein-Berleburg: Homburg - Bá tước xứ Wallmoden-Gimborn - Thân vương xứ Wied-Runkel: Runkel |
| Đại công tước xứ Hessen(-Darmstadt)    | - Bá tước xứ Erbach-Erbach - Bá tước xứ Erbach-Fürstenau - Bá tước xứ Erbach-Schönberg - Bá tước xứ Hessen-Homburg - Bá tước xứ Leiningen-Westerburg-Altleiningen: Ilbenstadt - Thân vương xứ Löwenstein-Wertheim-Rosenberg: Breuberg, Heubach & Habizheim - Thân vương xứ Sayn-Wittgenstein-Berleburg - Thân vương xứ Sayn-Wittgenstein-Hohnstein - Bá tước xứ Schlitz genannt von Görtz - Bá tước xứ Solms-Baruth - Thân vương xứ Solms-Braunfels - Thân vương xứ Solms-Hohensolms-Lich - Bá tước xứ Solms-Laubach - Bá tước xứ Solms-Rödelheim-Assenheim - Thân vương xứ Stolberg-Rossla - Thân vương xứ Stolberg-Wernigerode: Gedern - Thân vương xứ Wied-Neuwied - Thân vương xứ Wied-Runkel |
| Thân vương xứ Hohenzollern-Sigmaringen | - Thân vương xứ Fürstenberg: Jungnau & Trochtelfingen - Thân vương xứ Thurn và Taxis: Strasberg & Ostrach |
| Thân vương xứ Isenburg                 | - Bá tước xứ Isenburg-Büdingen - Bá tước xứ Isenburg-Meerholz - Bá tước xứ Isenburg-Wächtersbach - Bá tước xứ Schönborn-Wiesentheid: Heusenstamm |
| Thân vương xứ Nassau                   | - Thân vương xứ Anhalt-Bernburg-Hoym - Bá tước xứ Leiningen-Westerburg-Neuleiningen: Engelthal - Bá tước xứ Nesselrode: Reichenstein - Thân vương xứ Solms-Braunfels: Braunfels & Greifenstein - Thân vương xứ Solms-Hohensolms-Lich: Hohensolms |
| Tổng giám mục xứ Regensburg            | - Thân vương xứ Colloredo-Mansfeld: Rieneck - Bá tước xứ Erbach-Erbach: Wildenstein - Bá tước xứ Löwenstein-Wertheim-Freudenberg: Wertheim bờ phải sông Rhein - Thân vương xứ Löwenstein-Wertheim-Rosenberg: Wertheim bờ phải sông Rhein |
| Thân vương xứ Salm-Kyrburg             | - Nam tước xứ Boyneburg-Bömelberg: Gemen |
| Vua Sachsen                            | - Bá tước xứ Solms-Wildenfels |
| Vua xứ Württemberg                     | - Bá tước xứ Aspremont-Lynden - Thân vương xứ Dietrichstein - Thân vương xứ Fürstenberg: Gundelfingen và Neufra - Bá tước xứ Grävenitz - Thân vương xứ Hohenlohe-Langenburg-Ingelfingen - Bá tước xứ Hohenlohe-Langenburg-Kirchberg - Thân vương xứ Hohenlohe-Langenburg-Langenburg - Thân vương xứ Hohenlohe-Waldenburg-Bartenstein - Thân vương xứ Hohenlohe-Waldenburg-Jagstberg - Thân vương xứ Hohenlohe-Waldenburg-Schillingsfürst - Bá tước xứ Königsegg-Aulendorf - Bá tước xứ Löwenstein-Wertheim-Freudenberg: Limpurg - Thân vương xứ Löwenstein-Wertheim-Rosenberg: Limpurg - Thân vương xứ Metternich - Bá tước xứ Neipperg - Bá tước xứ Plettenberg-Mietingen - Bá tước xứ Pückler và Limpurg - Bá tước xứ Quadt-Isny - Bá tước xứ Rechteren-Limpurg - Thân vương quốc xứ Salm-Reifferscheid-Hainsbach: bờ phải sông Rhein - Thân vương xứ Salm-Reifferscheid-Krautheim: bờ phải sông Rhein - Bá tước xứ Schaesberg-Tannheim - Thân vương xứ Solms-Braunfels: Limpurg - Thân vương xứ Solms-Hohensolms-Lich: Limpurg - Bá tước xứ Stadion-Warthausen - Nữ bá tước xứ Sternberg-Manderscheid - Thân vương xứ Thurn và Taxis - Bá tước xứ Törring-Jettenbach - Thân vương xứ Waldburg-Wolfegg-Waldsee - Thân vương xứ Waldburg-Zeil-Trauchburg - Thân vương xứ Waldburg-Wurzach - Bá tước và Nữ bá tước xứ Waldeck-Limpurg - Bá tước xứ Wartenberg-Roth - Thân vương xứ Windisch-Grätz Dòng Elder |
| Đại công tước xứ Würzburg              | - Thân vương xứ Löwenstein-Wertheim-Rosenberg: Bronnbach |

### Các quốc gia làm trung gian sau năm 1806
| Hòa giải bởi                                 | Ngày | Trạng thái trung gian |
| -------------------------------------------- | ---- | --- |
| Vua Westphalia                               | 1807 | - Tuyển hầu xứ Hannover - Tuyển hầu xứ Hessen - Thân vương xứ Kaunitz-Rietberg - Bá tước xứ Platen-Hallermund - Thân vương xứ Stolberg-Wernigerode |
| Đại công tước xứ Berg                        | 1808 | - Bá tước xứ Bentheim-Tecklenburg: Rheda - Bá tước xứ Bentheim-Tecklenburg: Limburg-Hohenlimburg                                                   |
| Vua Württemberg                              | 1810 | - Hiệp sĩ Teuton: Địa hạt Mergentheim |
| Đệ Nhất Cộng hòa Pháp                        | 1810 | - Công tước xứ Arenberg - Lãnh chúa xứ In và Kniphausen - Đại công tước xứ Oldenburg - Thân vương xứ Salm-Kyrburg - Thân vương xứ Salm-Salm        |
| Vua Phổ (hiện trạng năm 1806 được khôi phục) | 1813 | - Đại công tước xứ Berg - Vua Westphalia |
| Đế quốc Áo                                   | 1813 | - Thân vương xứ Leyen |
| Đại hội Viên                                 | 1814 | - Đại công tước xứ Frankfurt - Thân vương xứ Isenburg                                                                                              |
| Vua Bayern                                   | 1814 | - Đại công tước xứ Würzburg |

### Các nhà nước có chủ quyền được tái thành lập
Sau khi bị bãi bỏ hoặc hòa giải, rất ít nhà nước được tái lập. Những lãnh thổ được tái lập bao gồm:
- Thành bang tự do Bremen
- Thành bang tự do Frankfurt
- Thành bang tự do Hamburg
- Vương quốc Hannover
- Tuyển hầu xứ Hessen
- Bá quốc Hessen-Homburg
- Lãnh địa In và Kniphausen
- Thành bang tự do Lübeck
- Đại công quốc Oldenburg

### Trích dẫn
1. ↑  Webster's Encyclopedic Unabridged Dictionary of the English Language (1989)
2. 1 2  Whaley, J., Germany and the Holy Roman Empire (1493–1806), Oxford University Press, 2011, vol. 2, p. 620.
3. ↑  John G. Gagliardo, Germany Under the Old Regime, 1600–1790, Longman Publishing Group, 1991, p. viii)
4. ↑  Lens Scales, The Shaping of German Identity. Authority and Crisis, 1245–1414, Cambridge University Press, 2015, p. 71.
5. ↑  Arnold, Count and Bishop in Medieval Germany. A Study of Regional Power, 1100–1350, University of Pennsylvania Press, 1992, pp. 273, 352.
6. ↑  Arnold, p. 13.
7. ↑  Whaley, Joachim (2012). Germany and the Holy Roman Empire. Quyển I, Maximilian I to the Peace of Westphalia. Oxford University Press. tr. 89.
8. ↑  Peter Wilson, The Holy Roman Empire 1495–1806, Studies in European History, Second Edition (2011), pp. 94–95.
9. ↑  Derek Beales, Prosperity and Plunder. European Catholic Monasteries in the Age of Revolution, 1650–1815, Cambridge University Press, 2003, p. 59.
10. ↑  Anton Schindling, "The Development of the Eternal Diet in Regensburg", The Journal of Modern History, Vol. 58, Supplement: Politics and Society in the Holy Roman Empire, 1500–1806 (Dec., 1986), p. S66.
11. ↑  John Gagliardo, The Holy Roman Empire as Idea and Reality, 1763–1806, Indiana University Press, 1980, p. 196.
12. ↑  Joachim Whaley, Germany and the Holy Roman Empire, Volume II, The Peace of Westphalia to the Dissolution of the Reich, Oxford University Press, 2012, pp. 376–377.
13. ↑  Gagliardo, p. 196.
14. ↑  Gagliardo, p. 209.
15. ↑  Whaley, vol. II, pp. 566–568.
16. ↑  Agatha Ramm, Germany 1789–1919. A Political History, Methuen & Co., 1967, p. 43.
17. ↑  Guillaume de Garden, Histoire générale des traités de paix et autres transactions principales entre toutes les puissances de l'Europe depuis la paix de Westphalie, Volume 5, Paris, Amyot, 1848, pp. 360–361
18. ↑  Garden, volume 5, pp. 353–357.
19. ↑  Ramm, p. 43.
20. ↑  Peter H. Wilson, "Bolstering the Prestige of the Habsburgs: The End of the Holy Roman Empire in 1806", The International History Review, Vol. 28, No. 4 (December 2006), p. 715.
21. ↑  Gagliardo, pp. 189–190.
22. ↑  Gagliardo, pp. 191–192.
23. ↑  "Treaty of Lunéville". napoleon.org. Lưu trữ bản gốc ngày 9 tháng 4 năm 2016. Truy cập ngày 7 tháng 5 năm 2018.
24. ↑  Peter H. Wilson, Bolstering the Prestige of the Habsburgs: The End of the Holy Roman Empire in 1806, p. 715.
25. ↑  Whaley, pp. 618–619.
26. ↑  Gagliardo, pp. 192–193.
27. 1 2 3  Gagliardo, p. 193.
28. ↑  Manfred Wolf, Die Entschädigung des Herzogs von Croy im Zusammenhang mit der Säkularisierung des Fürstbistums Münster. Lưu trữ ngày 29 tháng 3 năm 2016 tại Wayback Machine
29. ↑  Whaley, vol. II, pp. 619–620.
30. ↑  Whaley, vol. II, p. 619.
31. ↑  Michel Kerautret,
Les Allemagnes napoléoniennes. Lưu trữ ngày 29 tháng 3 năm 2016 tại Wayback Machine
32. ↑  Lars Behrisch, Christian Fieseler, Les cartes chiffrées: l'argument de la superficie à la fin de l'Ancien Régime en Allemagne. Lưu trữ ngày 30 tháng 3 năm 2016 tại Wayback Machine
33. ↑  Manfred Wolf, pp. 147–153.
34. ↑  Manfred Wolf, pp. 130–131.
35. ↑  "Der 24. Februar 1803. Reichsdeputationshauptschluß". landeshauptarchiv.de (bằng tiếng Đức). Bản gốc lưu trữ ngày 31 tháng 3 năm 2016. Truy cập ngày 7 tháng 5 năm 2018.
36. ↑  Guillaume de Garden, Histoire générale des traités de paix et autres transactions principales entre toutes les puissances de l'Europe depuis la paix de Westphalie, Volume 7, Paris, Amyot, 1848, pp. 148–149.
37. ↑  Wilson, pp. 718–719.
38. ↑  Garden, vol. 7, p. 143.
39. ↑  Günter Dippold, Der Umbruch von 1802/04 im Fürstentum Bamberg. Lưu trữ ngày 4 tháng 3 năm 2016 tại Wayback Machine, pp. 23–24.
40. ↑  Garden, vol. 7, p. 231.
41. ↑  Garden, vol. 7, pp. 200, 238.
42. ↑  Whaley, vol. II, p. 628–629.
43. ↑  Garden, vol. 7, pp. 381, 388–389.
44. ↑  Whaley, 620–621
45. ↑  Gagliardo, p. 331, note 32
46. ↑  Gagliardo, p. 194
47. ↑  Whaley, p. 620
48. ↑  Dippold, p. 34.
49. ↑  Wilson, pp. 714–715.
50. ↑  Gagliardo, pp. 221–222.
51. ↑  1802/03 Das Ende der Reichsstädte Leutkirch,Wangen, Isny, Manuskripte der Vorträge Herausgegeben vom Stadtarchiv Leutkirch, 2003, p. 3.
52. ↑  Gagliardo, p. 221.
53. ↑  Whaley, p. 626
54. ↑  Hauptschluß der ausserordentlichen Reichsdeputation vom 25. Februar 1803, §24.
55. 1 2  Whaley, vol. II, p. 621.
56. ↑  Whaley, p. 623.
57. ↑  See: Erbach Palace